# 2012-es Formula–1 világbajnokság
A 2012. évi Formula–1 világbajnokság sorrendben a 63. Formula–1-es szezon volt. 2012. március 18. és 2012. november 25. között került megrendezésre. A szezon 20 nagydíjból állt, ami ekkor a Formula–1 leghosszabb szezonja volt. Ebben az idényben tért vissza az USA Grand Prix, valamint egy éves kihagyás után Bahrein.
Az idény változatosan indult, az első hét versenyt ugyanis hét különböző versenyző nyerte, amivel rekord került felállításra. Csak a nyolcadik versenyen tudott Fernando Alonso személyében egy kétszeres futamgyőztes kiemelkedni, aki onnantól kezdve a világbajnokság esélyesévé vált. A következő versenyeken további győzelmekkel és dobogós helyezésekkel tartotta meg vezetését, ám Belgiumban és Japánban rajtbalesetek miatt nullázott, ami miatt a riválisok, különösen Vettel, négy futammal a szezon vége előtt beérték őt. Vettel, aki ekkor szintén csak kétszeres világbajnok volt, küszködött az év elején, de az utolsó versenyre már 13 pontos előnnyel érkezett. Alonsónak mindenképpen a dobogón kellett végeznie ahhoz, hogy világbajnok lehessen, de a balesetektől tarkított brazil nagydíjon Vettel hatodikként ért célba, és ez elég volt ahhoz, hogy ő legyen a bajnok. Ezzel ő lett a sportág történetének (sorozatban harmadik) háromszoros világbajnoka. Ez korábban csak Michael Schumachernek és Juan Manuel Fangiónak sikerült. A Red Bull, mint csapat, két futammal a vége előtt lett konstruktőri bajnok.
Nemcsak a futamok száma volt rekord ebben az évben, hanem az is, hogy hat világbajnok - Sebastian Vettel, Fernando Alonso, Lewis Hamilton, Jenson Button, Kimi Raikkönen, és az utolsó Formula–1-es idényét töltő Michael Schumacher - volt a mezőnyben.

## Változtatások 2012-től

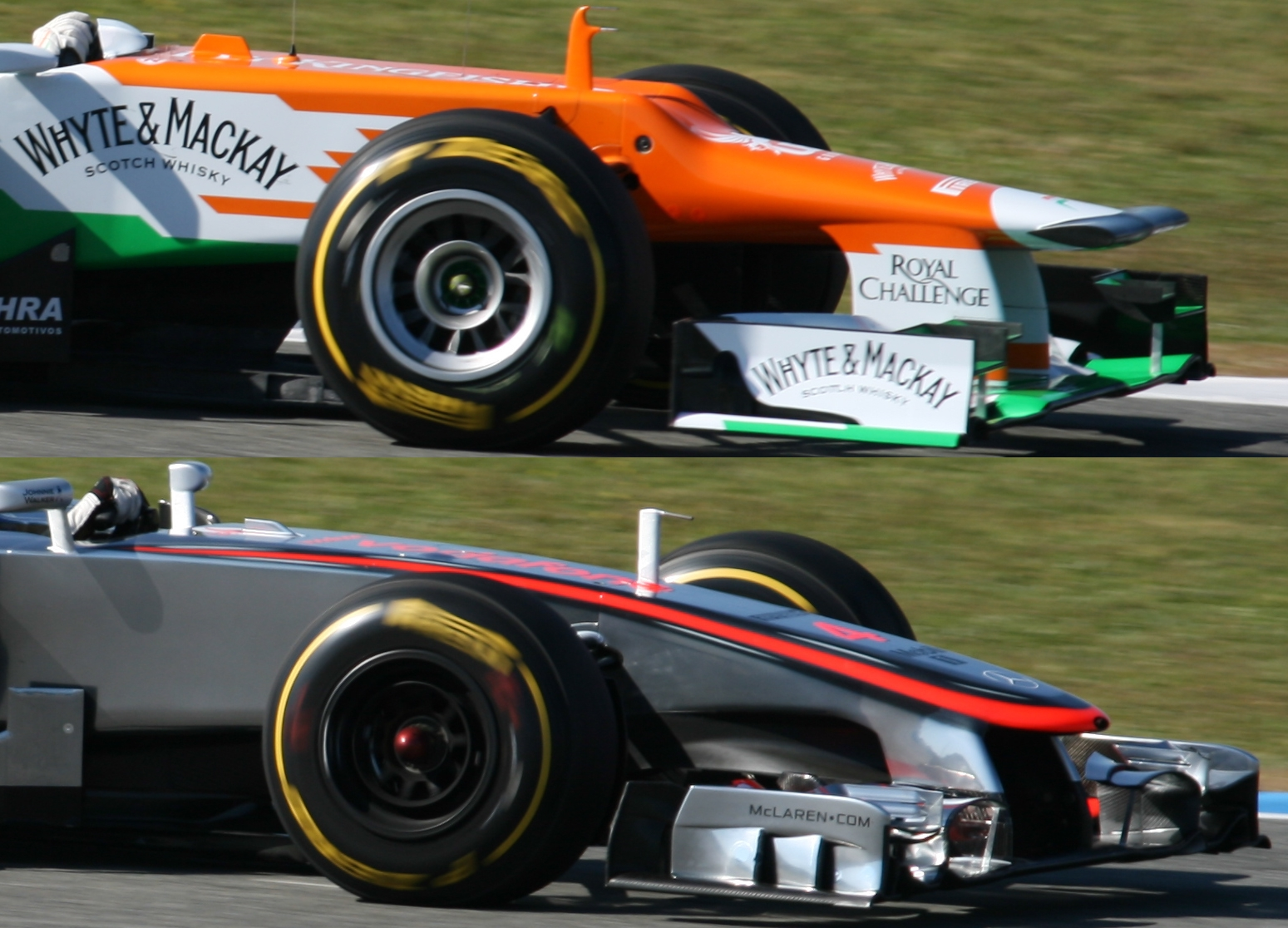
Az orrkúp kialakítása 2012-ben a Force India és a McLaren autóin.

- Az FIA 2012-től betiltotta a radikális motorvezérlési beállításokat.[5]
- A biztonsági autós szakaszok alatt a lekörözött versenyzők már visszavehették az élmezőnytől a köröket, hogy az újraindításkor ne zavarják a versenyt.
- Számos vitát gerjesztett a befújt diffúzorok alkalmazása, különösen az előző idényben. Alkalmazásukat eleve szigorították, majd a 2011-es brit nagydíjon teljesen be lettek tiltva, ám több csapat tiltakozása miatt tovább használhatták a rendszert. 2012-ben azonban effektíve betiltásra kerültek azáltal, hogy előírásszerűen felfelé vezették ki a kipufogókat, mégpedig olyan módon, hogy a kiáramló gáz minél kevésbé legyen hatással az autók aerodinamikai teljesítményére.
- A 2012-es szezon még el sem kezdődött, amikor a Nemzetközi Automobil Szövetség (FIA) úgy döntött, betiltja az év technikai innovációjának kikiáltott reaktív futóművet. A rendszert még a Lotus F1 Team fejlesztette ki 2010-ben, de csak 2012-ben szerették volna bevetni. Betiltása annak volt köszönhető, hogy a szabálykönyv tiltotta a felfüggesztés által elért aerodinamikai hatásokat.[6]
- Az orrkúp végének magasságát biztonsági okokból a korábbi 62,5 centiméterről 55 centiméterre csökkentették, mely előre legfeljebb 15 centimétert lóghatott ki.[7] Mivel aerodinamikailag a magasabb fekvésű autó volt a kedvezőbb, ezért a legtöbb csapat (a HRT és a McLaren kivételével) úgy oldotta ezt meg, hogy az autó első részén egy lépcső került beépítésre, jellegzetes, kacsacsőrszerű kinézetet biztosítva.
- Betiltották a váltók cseréjével való trükközést, most már büntetés nélkül csak minden ötödik verseny után lehetett cserélni az eszközt.
- Az autóknak a törésteszteken már nem az első verseny előtt, hanem a szezon előtti tesztek előtt kell átmennie.
- Betiltották a hélium használatát a kerékcserék során alkalmazott pisztolyokban - ugyan akár 30 százalékkal gyorsabb is lehetett a használatával a művelet, összességében túl drága volt.[8]
- Két versennyel az év vége előtt, Abu-Dzabiban, betiltották az úgynevezett trükkös fékeket - egy alakváltó bimetál elem segített a hőmérséklet változásának függvényében a fékvezetékek megnyitásában vagy lezárásában.
- A csapatoknak újra lehetőségük nyílt a szezon közbeni tesztre, melyre májusban került sor Mugellóban.[9]
- Kiegészítették a dupla sárga zászló lengetését arra az esetre, ha pályamunkások dolgoznának a pályán vagy közvetlenül mellette.
- A biztonsági autó behívása előtt a lekörözötteknek ismét lehetőségük nyílt arra, hogy visszavegyék a körüket.[10]
- A pilótáknak tilos lett nyomós indok nélkül elhagyni a versenypályát. Erre azért volt szükség, mert 2011-ben számos esetben történt meg az, hogy üzemanyag- és gumispórólási célzattal a versenyzők levágták a sikánokat a bemelegítő vagy levezető körökön. Ugyanígy tilos lett visszahúzódni az ideális ívre, ha a versenyző védekezési célzattal korábban elhagyta azt.
- A versenyek 2012-től kezdve 4 óra időtartamban lettek maximalizálva, kizárva annak a lehetőségét, hogy akár 8 óra hosszat is tartson egy futam, ha olyanok a körülmények. Erre a 2011-es kanadai nagydíjon történtek után lett szükség.
- Ha egy pilóta a verseny megszakításakor a boxutcában volt, akkor a megszakítás alatt felgurulhatott a rajtrácsra, és elfoglalhatta a helyét.
- A brit nagydíjtól kezdve az állítható hátsó szárny (DRS) használata tilos volt abban a szektorban, ahol épp sárga zászlót lengettek.
- A Pirelli új gumikeverékeket készített, melyek esetében a lágy és a kemény közötti különbség már kisebb volt, mint az előző évben.
- Három csapat névváltoztatáson ment keresztül (a Lotus Renault GP, a Lotus Racing és a Virgin Racing). Ezzel összefüggésben módosították a definícióját annak, hogy ki minősül konstruktőrnek, és milyen nevet használhat.[11]

| 2011             | 2012             |
| ---------------- | ---------------- |
| Lotus Renault GP | Lotus F1 Team    |
| Lotus Racing     | Caterham F1 Team |
| Virgin Racing    | Marussia F1 Team |

## Változások a csapatoknál
2011 novemberében több csapat is engedélyt kapott a névváltoztatásra. Ennek megfelelően a korábban Team Lotus néven indult csapat Caterham, a Lotus Renault néven indult csapat Lotus F1, a Virgin pedig Marussia néven folytatta tovább. Ezzel a Team Lotus és a Lotus Renault GP egymás között lezárta azt a hónapok óta tartó vitát is, hogy ki jogosult használni a csapat nevét és színeit.
A Williams motorszállító partnere a Renault lett, méghozzá két évre azzal, hogy adott esetben a turbómotorok visszatérésekor 2014-ben is ők lesznek a partnereik. A Renault 1989 és 1997 között már volt a Williams partnere, és ez idő alatt négy egyéni és öt konstruktőri bajnoki címet szereztek. Azt követően, hogy a 2011-es idény volt az addigi legrosszabbjuk (konstruktőri 9. helyezés és mindössze 5 gyűjtött pont), átszervezésbe kezdtek. Leigazolták Mike Coughlant tervezőnek (aki a McLaren kémbotrányában is érintett volt 2007-ben), Jason Somerville pedig az aerodinamikai részleg feje lett. A Marussia szezon közben szakított a Wirth Research-csel, megvette az üzemeiket, és partnermegállapodást írt alá a McLarennel.
Miután a Sahara Group 42,5%-os tulajdonrészt szerzett a Force India csapatában (Vijay Mallya ugyanekkora tulajdoni illetőséggel bírt), névadó szponzorrá lépett elő. A Mercedes GP is nevet váltott, és Mercedes AMG-re cserélte azt.
Miután a HRT csapat főhadiszállása Spanyolországba került, Colin Kolles csapatfőnök lemondott. A helyére a Minardi korábbi versenyzője, Luis Pérez-Sala került.
A koreai nagydíjat megelőzően Peter Sauber leköszönt a Sauber csapat éléről, a helyére Monisha Kaltenborn került. Ezzel ő lett a sportág történetének első női csapatfőnöke.
A Lotus teljesen új felállással indította az évet: a sportágba visszatérő Kimi Raikkönen mellett Romain Grosjean lett a másik pilótájuk. A kirúgott Vitalij Petrov a Caterhamhez került, Jarno Trulli helyére, aminek köszönhetően megtörtént az, amire az 1973-as német nagydíj óta nem volt példa: egyetlen olasz pilóta sem volt a mezőnyben. A másik távozó pilóta, Bruno Senna a Williamsnél kötött ki, Rubens Barrichello helyén, aki visszavonult.
A Force Indiához került Nico Hülkenberg, aki Adrian Sutil helyére ült be. Sutil a Williamsnél próbálkozott, sikertelenül. Később büntetőügybe keveredett, amikor vádat emeltek ellene, mert a 2011-es kínai nagydíjat követően egy sanghaji bárban törött sörösüveggel támadt a Renault csapat egyik alkalmazottjára. Másfél év felfüggesztett börtönbüntetésre ítélték és 200 ezer eurós pénzbüntetésre. Mindezek ellenére Sutil 2013-ban visszatért a Force Indiához.
A Toro Rosso is új felállással kezdte az idényt: Daniel Ricciardo és Jean-Eric Vergne lettek a versenyzői. Sebastian Buemi a Red Bull tesztpilótája lett, Jaime Alguersuari pedig elutasította a HRT ajánlatát, és inkább elment a Pirelli tesztpilótájának.
A HRT két új pilótája Pedro de la Rosa és Narain Karthikeyan lettek. De la Rosa gyakorlatilag másfél évig nem volt állandó versenyző, hanem a McLaren tesztpilótája, Karthikeyant pedig korábban épp a HRT bocsátotta el a rossz eredményei miatt.
A szezon közben egyetlen változás történt a pilótafelállásban. A belga nagydíjon ugyanis Grosjean hatalmas balesetet okozott, ami miatt 50 ezer dolláros büntetést és egy versenyre szóló eltiltást kapott. Az olasz nagydíjon Jérôme d'Ambrosio helyettesítette.

## Átigazolások

### Csapatváltások
- Daniel Ricciardo; Hispania Racing Team pilóta → Scuderia Toro Rosso pilóta
- Bruno Senna; Lotus Renault GP pilóta →  Williams F1  pilóta
- Jules Bianchi; Scuderia Ferrari tesztpilóta → Sahara Force India F1 Team tesztpilóta
- Giedo van der Garde; Marussia F1 Team tesztpilóta → Caterham F1 Team tesztpilóta
- Vitalij Petrov;  Lotus Renault GP  pilóta → Caterham F1 Team  pilóta

### Újonc pilóták
- Charles Pic; GP2, Barwa Addax Team pilóta → Marussia F1 Team pilóta
- Jean-Éric Vergne; Formula Renault 3.5 Series, Carlin Motorsport pilóta → Scuderia Toro Rosso pilóta
- Dani Clos; GP2 Asia Series, Racing Engineering pilóta → Hispania Racing Team tesztpilóta
- Max Chilton; GP2,  Marussia Carlin GP2 pilóta → Marussia F1 Team tesztpilóta
- Alexander Rossi; World Series by Renault pilóta → Caterham F1 Team tesztpilóta
- Ma Csing-hua; CTCC, Beijing Hyundai pilóta → Hispania Racing Team tesztpilóta

### Visszatérő pilóták
- Kimi Räikkönen; WRC, ICE 1 Racing pilóta → Lotus F1 Team pilóta
- Pedro de la Rosa; Vodafone McLaren Mercedes tesztpilóta → Hispania Racing F1 Team pilóta
- Romain Grosjean; GP2, DAMS pilóta → Lotus F1 Team pilóta
- Nico Hülkenberg;  Sahara Force India F1 Team  tesztpilóta →  Sahara Force India F1 Team  pilóta
- Narain Karthikeyan; Hispania Racing F1 Team tesztpilóta → Hispania Racing F1 Team pilóta

### Távozó pilóták
- Rubens Barrichello; Williams F1 pilóta → IndyCar Series; KV Racing Technology pilóta[33]
- Jarno Trulli; Caterham F1 Team pilóta → ?
- Jaime Alguersuari; Scuderia Toro Rosso pilóta → Pirelli tesztpilóta, BBC kommentátor
- Adrian Sutil; Sahara Force India F1 Team pilóta → ?
- Jamamoto Szakon; Marussia Virgin Racing tesztpilóta → ?
- Sébastien Buemi; Scuderia Toro Rosso pilóta → Le Mans 24 Hours; Toyota Motorsport GmbH pilóta (Red Bull Racing és Scuderia Toro Rosso tesztpilóta)
- Jérôme d’Ambrosio; Marussia Virgin Racing pilóta → Lotus F1 Team tesztpilóta
- Nick Heidfeld; Lotus F1 Team pilóta → Le Mans 24 Hours; Rebellion Racing pilóta

### Változások év közben
- Romain Grosjean a belga nagydíjon okozott rajtbaleset miatt egy futamra szóló eltiltást kapott, az olasz nagydíjon a tesztpilóta  Jérôme d’Ambrosio helyettesítette.

## A szezon előtt

### Új autófejlesztések
| Konstruktőr        | Autó   | Bemutató ideje | Bemutató helye            |
| ------------------ | ------ | -------------- | ------------------------- |
| Caterham           | CT-01  | január 26.     | F1 Racing szaklap, Anglia |
| McLaren            | MP4-27 | február 1.     | Woking, Anglia            |
| Ferrari            | F2012  | február 3.     | Online                    |
| Sahara Force India | VJM05  | február 3.     | Silverstone, Anglia       |
| Lotus              | E20    | február 5.     | Online                    |
| Red Bull           | RB8    | február 6.     | Milton Keynes, Anglia     |
| Sauber             | C31    | február 6.     | Jerez, Spanyolország      |
| Toro Rosso         | STR7   | február 6.     | Jerez, Spanyolország      |
| Williams           | FW34   | február 7.     | Jerez, Spanyolország      |
| Mercedes           | F1 W03 | február 21.    | Barcelona, Spanyolország  |
| Hispania           | F112   | március 5.     | Barcelona, Spanyolország  |
| Marussia           | MR01   | március 5.     | Silverstone, Anglia       |

### Tesztek
| Dátum       | Helyszín                 | Pálya                               | Leggyorsabb versenyző | Csapat             | Idő      | Kör |
| ----------- | ------------------------ | ----------------------------------- | --------------------- | ------------------ | -------- | --- |
| Február 7.  | Jerez, Spanyolország     | Circuito de Jerez-Ángel Nieto       | Kimi Räikkönen        | Lotus              | 1:19:670 | 75  |
| Február 8.  | Jerez, Spanyolország     | Circuito de Jerez-Ángel Nieto       | Michael Schumacher    | Mercedes *         | 1:18:561 | 132 |
| Február 9.  | Jerez, Spanyolország     | Circuito de Jerez-Ángel Nieto       | Nico Rosberg          | Mercedes *         | 1:17:613 | 118 |
| Február 10. | Jerez, Spanyolország     | Circuito de Jerez-Ángel Nieto       | Fernando Alonso       | Ferrari            | 1:18:877 | 39  |
| Február 21. | Barcelona, Spanyolország | Circuit de Catalunya                | Sebastian Vettel      | Red Bull           | 1:23:265 | 79  |
| Február 22. | Barcelona, Spanyolország | Circuit de Catalunya                | Nico Hülkenberg       | Sahara Force India | 1:22:608 | 112 |
| Február 23. | Barcelona, Spanyolország | Circuit de Catalunya                | Pastor Maldonado      | Williams           | 1:22:391 | 106 |
| Február 24. | Barcelona, Spanyolország | Circuit de Catalunya                | Kobajasi Kamui        | Sauber             | 1:22:312 | 145 |
| Március 1.  | Barcelona, Spanyolország | Circuit de Catalunya                | Romain Grosjean       | Lotus              | 1:23:252 | 73  |
| Március 2.  | Barcelona, Spanyolország | Circuit de Catalunya                | Romain Grosjean       | Lotus              | 1:22:614 | 121 |
| Március 3.  | Barcelona, Spanyolország | Circuit de Catalunya                | Sergio Pérez          | Sauber             | 1:22:094 | 113 |
| Március 4.  | Barcelona, Spanyolország | Circuit de Catalunya                | Kimi Räikkönen        | Lotus              | 1:22:030 | 121 |
| Május 1.    | Mugello, Olaszország     | Autodromo Internazionale di Mugello | Fernando Alonso       | Ferrari            | 1:22:444 | 46  |
| Május 2.    | Mugello, Olaszország     | Autodromo Internazionale di Mugello | Romain Grosjean       | Lotus              | 1:21:603 | 97  |
| Május 3.    | Mugello, Olaszország     | Autodromo Internazionale di Mugello | Romain Grosjean       | Lotus              | 1:21:035 | 66  |

A *-gal jelölt versenyzők 2011-es autóval teszteltek.

## Csapatok
| Csapat                        | Konstruktőr | Modell | Motor             | Gumi | #  | Versenyző(k)       | Verseny    | Tesztversenyző(k)                                    |
| ----------------------------- | ----------- | ------ | ----------------- | ---- | -- | ------------------ | ---------- | ---------------------------------------------------- |
| Red Bull Racing               | Red Bull    | RB8    | Renault RS27-2012 | P    | 1  | Sebastian Vettel   | 1-20       | Sébastien Buemi                                      |
| Red Bull Racing               | Red Bull    | RB8    | Renault RS27-2012 | P    | 2  | Mark Webber        | 1-20       | Sébastien Buemi                                      |
| Vodafone McLaren Mercedes     | McLaren     | MP4-27 | Mercedes FO 108Z  | P    | 3  | Jenson Button      | 1-20       | Gary Paffett Oliver Turvey                           |
| Vodafone McLaren Mercedes     | McLaren     | MP4-27 | Mercedes FO 108Z  | P    | 4  | Lewis Hamilton     | 1-20       | Gary Paffett Oliver Turvey                           |
| Scuderia Ferrari              | Ferrari     | F2012  | Ferrari 056       | P    | 5  | Fernando Alonso    | 1-20       | Giancarlo Fisichella Marc Gené Davide Rigon          |
| Scuderia Ferrari              | Ferrari     | F2012  | Ferrari 056       | P    | 6  | Felipe Massa       | 1-20       | Giancarlo Fisichella Marc Gené Davide Rigon          |
| Mercedes AMG Petronas F1 Team | Mercedes    | F1 W03 | Mercedes FO 108Z  | P    | 7  | Michael Schumacher | 1-20       | Sam Bird                                             |
| Mercedes AMG Petronas F1 Team | Mercedes    | F1 W03 | Mercedes FO 108Z  | P    | 8  | Nico Rosberg       | 1-20       | Sam Bird                                             |
| Lotus F1 Team                 | Lotus       | E20    | Renault RS27-2012 | P    | 9  | Kimi Räikkönen     | 1-20       | Jérôme d’Ambrosio                                    |
| Lotus F1 Team                 | Lotus       | E20    | Renault RS27-2012 | P    | 10 | Romain Grosjean    | 1-12,14-20 | Jérôme d’Ambrosio                                    |
| Lotus F1 Team                 | Lotus       | E20    | Renault RS27-2012 | P    | 10 | Jérôme d’Ambrosio  | 13         | Jérôme d’Ambrosio                                    |
| Sahara Force India            | Force India | VJM05  | Mercedes FO 108Z  | P    | 11 | Paul di Resta      | 1-20       | Jules Bianchi Conor Daly                             |
| Sahara Force India            | Force India | VJM05  | Mercedes FO 108Z  | P    | 12 | Nico Hülkenberg    | 1-20       | Jules Bianchi Conor Daly                             |
| Sauber F1 Team                | Sauber      | C31    | Ferrari 056       | P    | 14 | Kobajasi Kamui     | 1-20       | Esteban Gutiérrez                                    |
| Sauber F1 Team                | Sauber      | C31    | Ferrari 056       | P    | 15 | Sergio Pérez       | 1-20       | Esteban Gutiérrez                                    |
| Scuderia Toro Rosso           | Toro Rosso  | STR7   | Ferrari 056       | P    | 16 | Daniel Ricciardo   | 1-20       | Sébastien Buemi                                      |
| Scuderia Toro Rosso           | Toro Rosso  | STR7   | Ferrari 056       | P    | 17 | Jean-Éric Vergne   | 1-20       | Sébastien Buemi                                      |
| Williams F1                   | Williams    | FW34   | Renault RS27-2012 | P    | 18 | Pastor Maldonado   | 1-20       | Valtteri Bottas Susie Wolff                          |
| Williams F1                   | Williams    | FW34   | Renault RS27-2012 | P    | 19 | Bruno Senna        | 1-20       | Valtteri Bottas Susie Wolff                          |
| Team Caterham                 | Caterham    | CT01   | Renault RS27-2012 | P    | 20 | Heikki Kovalainen  | 1-20       | Giedo van der Garde Alexander Rossi Rodolfo González |
| Team Caterham                 | Caterham    | CT01   | Renault RS27-2012 | P    | 21 | Vitalij Petrov     | 1-20       | Giedo van der Garde Alexander Rossi Rodolfo González |
| HRT F1 Team                   | HRT         | F112   | Cosworth CA2012   | P    | 22 | Pedro de la Rosa   | 2-20       | Dani Clos Vitantonio Liuzzi Ma Csing-hua             |
| HRT F1 Team                   | HRT         | F112   | Cosworth CA2012   | P    | 23 | Narain Karthikeyan | 2-20       | Dani Clos Vitantonio Liuzzi Ma Csing-hua             |
| Marussia F1 Team              | Marussia    | MR01   | Cosworth CA2012   | P    | 24 | Timo Glock         | 1-20       | Max Chilton                                          |
| Marussia F1 Team              | Marussia    | MR01   | Cosworth CA2012   | P    | 25 | Charles Pic        | 1-20       | Max Chilton                                          |

## Versenynaptár
Az FIA véglegesítette 2011. december 7-én a 2012-es versenynaptárat, amelyben 20 verseny szerepel. Törölték a török nagydíjat.
| Verseny | Hivatalos név                          | Nagydíj            | Pálya                          | Város              | Dátum          | Idő   | Idő   | Idő   | Pályarajz     |
| Verseny | Hivatalos név                          | Nagydíj            | Pálya                          | Város              | Dátum          | Helyi | UTC   | CET   | Pályarajz     |
| ------- | -------------------------------------- | ------------------ | ------------------------------ | ------------------ | -------------- | ----- | ----- | ----- | ------------- |
| 1       | Qantas Australian Grand Prix           | Ausztrál nagydíj   | Albert Park Grand Prix Circuit | Melbourne          | március 18.    | 17:00 | 6:00  | 7:00  | Melbourne     |
| 2       | Petronas Malaysia Grand Prix           | Maláj nagydíj      | Sepang International Circuit   | Kuala Lumpur       | március 25.    | 16:00 | 8:00  | 9:00  | Sepang        |
| 3       | UBS Chinese Grand Prix                 | Kínai nagydíj      | Shanghai International Circuit | Sanghaj            | április 15.    | 15:00 | 7:00  | 8:00  | Sanghaj       |
| 4       | Gulf Air Bahrain Grand Prix            | Bahreini nagydíj   | Bahrain International Circuit  | Szahír             | április 22.    | 15:00 | 13:00 | 14:00 | Bahrein       |
| 5       | Gran Premio de España Santander        | Spanyol nagydíj    | Circuit de Catalunya           | Barcelona          | május 13.      | 14:00 | 13:00 | 14:00 | Barcelona     |
| 6       | Grand Prix de Monaco                   | Monacói nagydíj    | Circuit de Monaco              | Monte-Carlo        | május 27.      | 14:00 | 13:00 | 14:00 | Monte Carlo   |
| 7       | Grand Prix du Canada                   | Kanadai nagydíj    | Circuit Gilles Villeneuve      | Montréal           | június 10.     | 14:00 | 19:00 | 20:00 | Montréal      |
| 8       | Grand Prix of Europe                   | Európai nagydíj    | Valencia Street Circuit        | Valencia           | június 24.     | 14:00 | 13:00 | 14:00 | Valencia      |
| 9       | Santander British Grand Prix           | Brit nagydíj       | Silverstone Circuit            | Silverstone        | július 8.      | 13:00 | 13:00 | 14:00 | Silverstone   |
| 10      | Großer Preis Santander von Deutschland | Német nagydíj      | Hockenheimring                 | Hockenheim         | július 22.     | 14:00 | 13:00 | 14:00 | Hockenheim    |
| 11      | Eni Magyar Nagydíj                     | Magyar nagydíj     | Hungaroring                    | Budapest, Mogyoród | július 29.     | 14:00 | 13:00 | 14:00 | Mogyoród      |
| 12      | Shell Belgian Grand Prix               | Belga nagydíj      | Circuit de Spa-Francorchamps   | Spa                | szeptember 2.  | 14:00 | 13:00 | 14:00 | Spa           |
| 13      | Gran Premio Santander d'Italia         | Olasz nagydíj      | Autodromo Nazionale di Monza   | Monza              | szeptember 9.  | 14:00 | 13:00 | 14:00 | Monza         |
| 14      | SingTel Singapore Grand Prix           | Szingapúri nagydíj | Singapore Street Circuit       | Szingapúr          | szeptember 23. | 20:00 | 13:00 | 14:00 | Szingapúr     |
| 15      | Japanese Grand Prix                    | Japán nagydíj      | Suzuka Circuit                 | Szuzuka            | október 7.     | 15:00 | 7:00  | 8:00  | Suzuka        |
| 16      | Korean Grand Prix                      | Koreai nagydíj     | Korean International Circuit   | South Jeolla       | október 14.    | 15:00 | 7:00  | 8:00  | South Jeolla  |
| 17      | Airtel Indian Grand Prix               | Indiai nagydíj     | Buddh International Circuit    | Greater Noida      | október 28.    | 15:00 | 9:30  | 10:30 | Greater Noida |
| 18      | Etihad Airways Abu Dhabi Grand Prix    | Abu-Dzabi nagydíj  | Yas Island                     | Abu-Dzabi          | november 4.    | 17:00 | 13:00 | 14:00 | Abu-Dzabi     |
| 19      | United States Grand Prix               | Amerikai nagydíj   | Circuit of the Americas        | Austin             | november 18.   | 13:00 | 19:00 | 20:00 | Austin        |
| 20      | Grande Prêmio do Brasil                | Brazil nagydíj     | Autódromo José Carlos Pace     | São Paulo          | november 25.   | 14:00 | 16:00 | 17:00 | São Paulo     |

## A szezon menete
A szezon 20 futamból állt.

### Ausztrál nagydíj

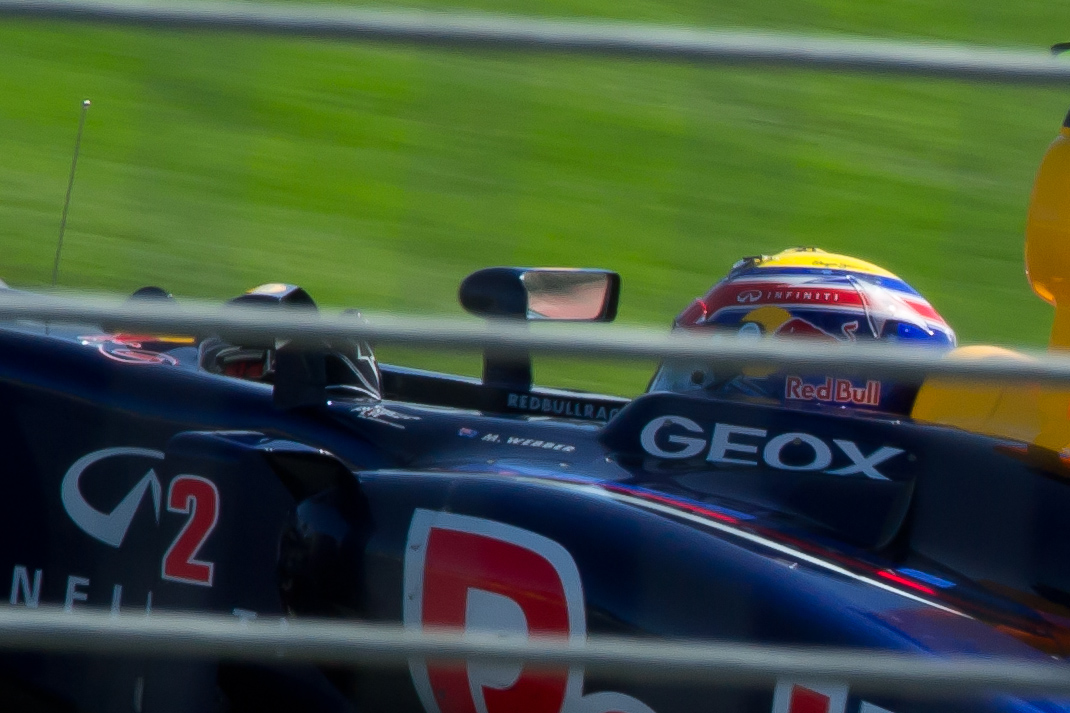
Webber 4. lett hazája futamán

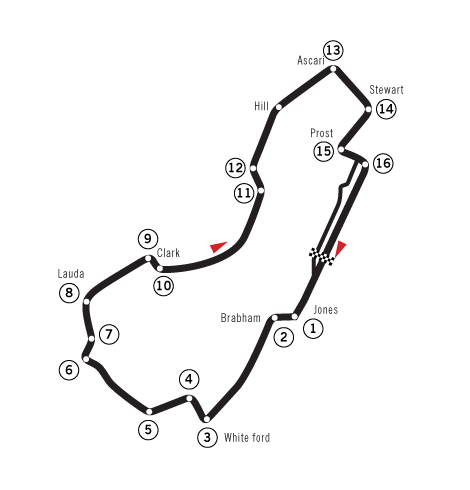
Melbourne Grand Prix Circuit

A szezon első versenyét, az Ausztrál nagydíjat, 2012. március 18-án rendezték az Albert Parkban. A pályán egy kör 5,303 km, a verseny 58 körös volt.
22 fővel indult el a 63. Formula–1-es idény szezonnyitó futama, miután az FIA nem engedélyezte a 107%-os szabály áldozatául eső HRT indulását. A rajtrács annyiban változott az időmérőn elért eredményekhez képest, hogy a 17. legjobb időt autózó Sergio Pérez váltócsere miatt öt rajthelyes büntetést kapott. A többség a sárga jelölésű lágy Pirellikkel sorakozott fel a rajtrácsra, kivéve Jean-Éric Vergne, Vitalij Petrov és a 22. helyről induló Sergio Pérez.
A rajtot követően alaposan átrendeződött a mezőny, de az élen induló két McLarent senki nem veszélyeztette, viszont Jenson Button már az indítást követően megelőzte csapattársát, Lewis Hamiltont.
A két McLaren egészen a második boxkiállásig magabiztosan vezette a mezőnyt, sőt Button már nagyjából 10 másodperces előnyt autózott ki kollégája előtt. Hamiltonra azonban felzárkózott a harmadik helyen autózó, regnáló bajnok, és a második kiállásnál a 38. körben megtörtént a helycsere.
A biztonsági autó a 41. kör végén engedte el a mezőnyt, Button az újraindításkor remek rajtot vett, így elsősége nem forgott veszélyben, és mögötte a leintésig már maradt a Vettel-Hamilton sorrend. Az trió mögött negyedikként Webber ért célba, akinek autója a rajtnál kicsit megsérült, így vesztett néhány pozíciót, ezt követően azonban hibátlan versenyt futott, és nagy csatát vívott például Nico Rosberggel, aki végül még a pontszerző helyekről is kiszorult.
Az ötödikként célba érő Alonso ismét kihozta a Ferrarijából amit csak lehetett, brazil csapattársa azonban honfitársával, Bruno Sennával akadt össze a 46. körben, ennek következtében Massa versenye véget ért, és nem sokkal ezután Senna is kiállni kényszerült. Kettőjük esetét a versenyirányítás a leintést követően vizsgálta.
Az Ausztrál nagydíj leggyorsabb körét a futam győztese Jenson Button futotta az 56. körben, mely 1:29,187.
| Pozíció | # | Pilóta           | Csapat/Motor     |
| ------- | - | ---------------- | ---------------- |
| 1       | 3 | Jenson Button    | McLaren-Mercedes |
| 2       | 1 | Sebastian Vettel | Red Bull-Renault |
| 3       | 4 | Lewis Hamilton   | McLaren-Mercedes |

### Maláj nagydíj

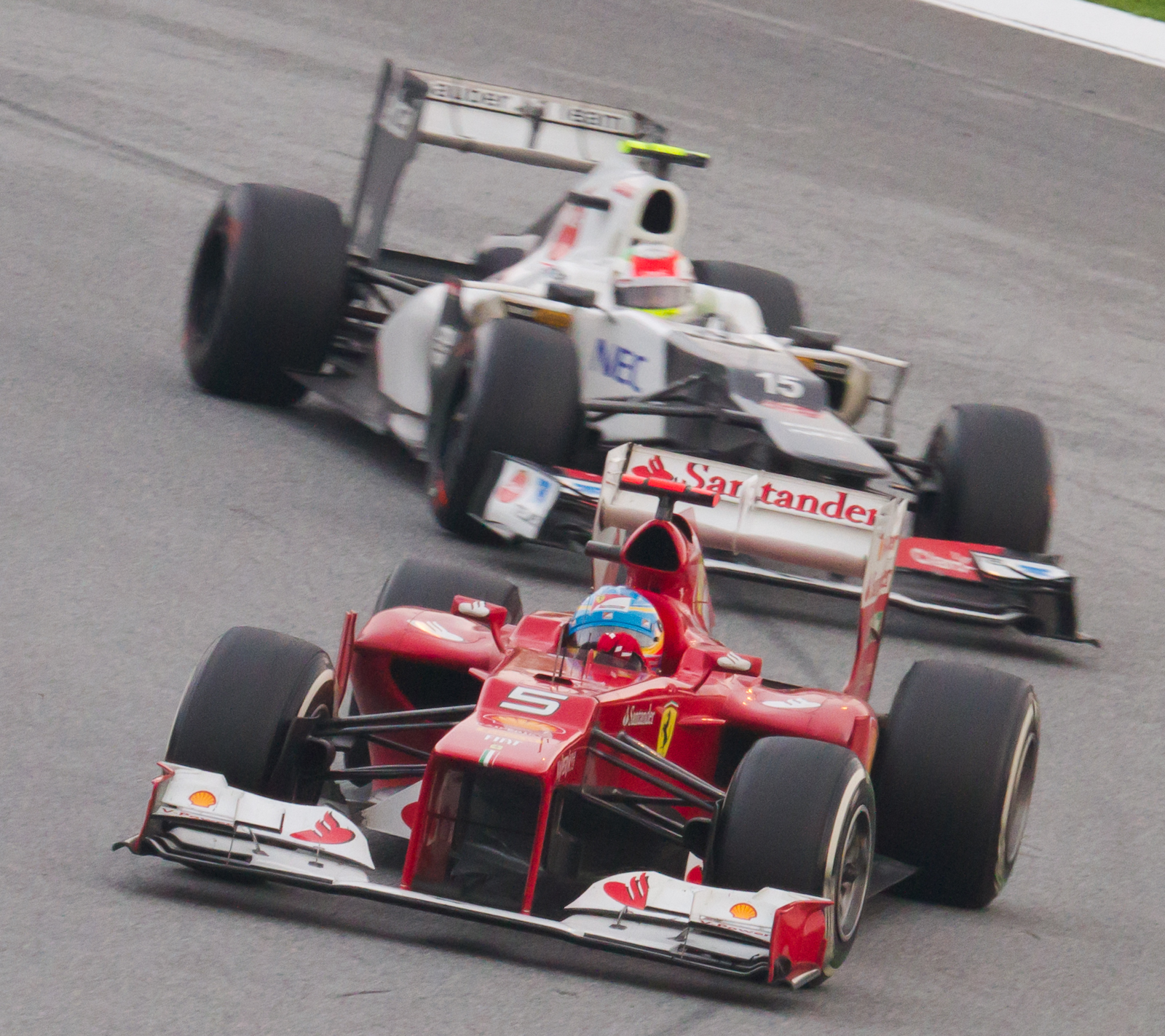
Alonso és Pérez

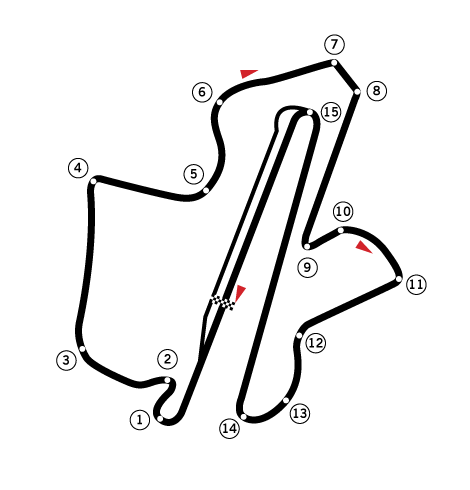
Sepang International Circuit

A második verseny a maláj nagydíj volt, 2012. március 25-én rendezték Sepangban. A pályán egy kör 5,543 km, a verseny 56 körös volt.
Hatalmas meglepetés győzelem született a kaotikus Maláj nagydíjon, ahol az abszolút esélytelennek tartott Ferrari ünnepelhetett a dobogó legmagasabb fokán. A hétvége hőse azonban a parádés versenyt futó Sergio Pérez, aki második helyével könnyeket csalt Peter Sauber szemébe. A harmadik helyen az élről rajtoló Lewis Hamilton végzett, a világbajnoki pontversenyben élen álló pilóták közül többen pont nélkül maradtak.
A malajziai időjárás a hétvége eddigi részében kegyes volt a csapatokhoz, a versenyre azonban megérkezett az eső, mindenkinél előkerültek az intermediate abroncsok, de hamarosan már ez is nagyon kevésnek bizonyult, és hatalmas káosz vette kezdetét.
A rajtnál a McLarenek megtartották vezető helyüket, Lewis Hamilton és Jenson Button sorrendben, mögöttük azonban nagy tumultus alakult ki, aminek legnagyobb vesztese Michael Schumacher lett. A Lotus francia versenyzője, Romain Grosjean hátulról meglökte a Mercedes jobb hátsó kerekét, aminek következtében mindketten megpördültek, a német a 16, Grosjean a 20. helyre esett vissza. A francia pilótának – a szezonnyitóhoz hasonlóan – most sem tartott sokáig a versenye, ugyanis az egyre inkább szakadó esőben a 4. körben kavicságyban fejezte be a maláj nagydíjat. A címvédő Sebastian Vettel csak a 11. lett.
A leggyorsabb kör a futamon 5. helyen célba érő Kimi Räikkönen nevéhez köthető, melyet az 53. körben futott 1:40,722-es idővel.
| Pozíció | #  | Pilóta          | Csapat/Motor     |
| ------- | -- | --------------- | ---------------- |
| 1       | 5  | Fernando Alonso | Ferrari          |
| 2       | 15 | Sergio Pérez    | Sauber-Ferrari   |
| 3       | 4  | Lewis Hamilton  | McLaren-Mercedes |

### Kínai nagydíj

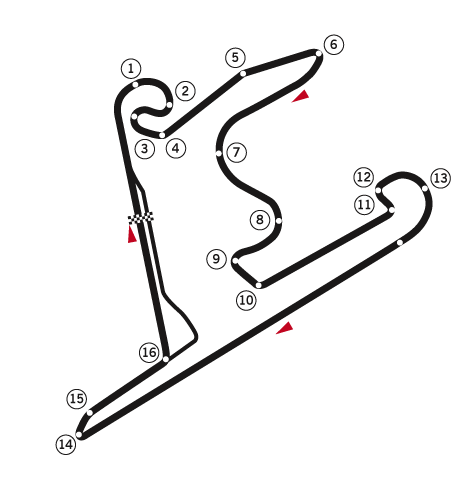
Sanghai International Circuit

A szezon harmadik versenye a kínai nagydíj volt, 2012. április 15-én rendezték Sanghajban. A pályán egy kör 5,451 km, a verseny 56 körös volt.
Nico Rosberg pályafutása első Formula–1-es győzelmét (és első pole-pozícióját) szerezte a kínai nagydíjon. A második Jenson Button, a harmadik Lewis Hamilton lett. A rajtrács annyiban változott meg, hogy a 2. legjobb időt futó Hamilton 5 helyes rajtbüntetést kapott váltócsere miatt.
A rajtnál a két Mercedest senki sem veszélyeztette, de a 3. helyről induló Kobajasi Kamui visszacsúszott a hetedikre. Az első kanyarban Bruno Senna nekiment Felipe Massa autójának, de szerencsére baleset nem lett belőle. A verseny során Sergio Pérez, Felipe Massa és Jenson Button is vezette a versenyt, de egy boxkiállással 9-10 helyet visszaestek. Ezután Rosberg állt az élre és a végéig vezette a versenyt. A 13. körben Michael Schumacher kiállt a boxba, de elrontották a kerékcseréjét így a 3. helyről esett vissza.
A 42. körben Räikkönennek teljesen elfogytak a gumijai, 2 kör alatt visszaesett 10 helyet. Ezután Rosberg, Vettel, Button, Hamilton, Webber lett a sorrend. Pár körrel később Vettelt Button és Hamilton megelőzte, majd a csapattársa, Webber is maga mögé utasította a címvédőt. Vettel végül ötödikként ért célba az első Formula–1-es pontjait megszerző Grosjean előtt.
A leggyorsabb kört a japán Kobajasi Kamui autózta a 40. körben 1:39,960-as idővel.
| Pozíció | # | Pilóta         | Csapat/Motor     |
| ------- | - | -------------- | ---------------- |
| 1       | 8 | Nico Rosberg   | Mercedes         |
| 2       | 3 | Jenson Button  | McLaren-Mercedes |
| 3       | 4 | Lewis Hamilton | McLaren-Mercedes |

### Bahreini nagydíj

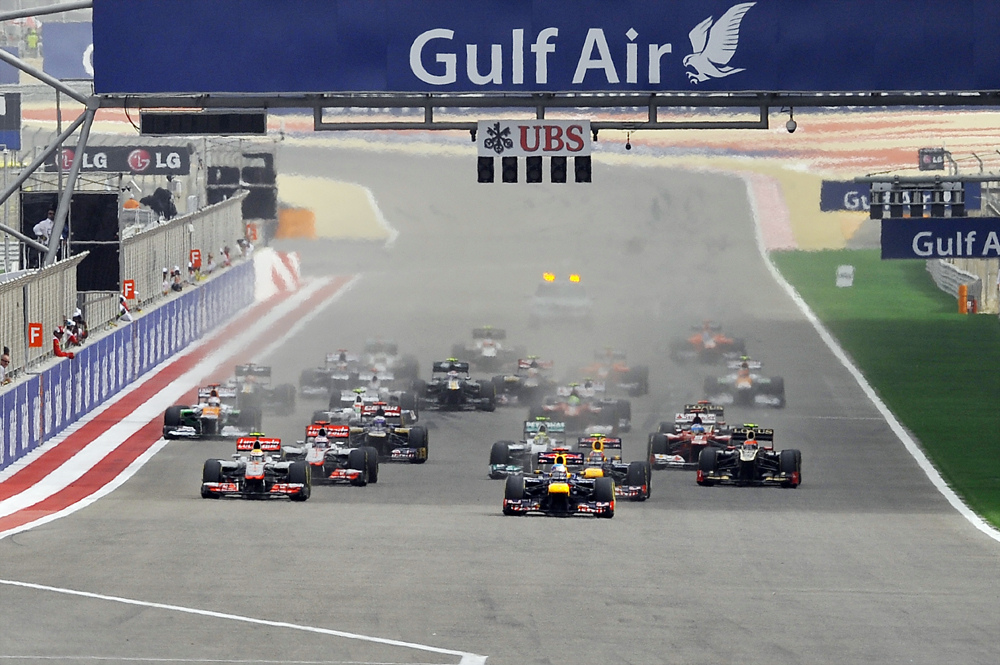
A mezőny a rajt után

Bahrain International Circuit

A szezon negyedik versenye a bahreini nagydíj volt, 2012. április 22-én rendezték Bahrainben. A pályán egy kör 5,412 km, a verseny 57 körös volt.
Az élről induló Vettel határozott vezetéssel nyerte a versenyt, mögötte szorosan a két Lotus Räikkönen és Grosjean következett. Fernando Alonso csak a hetedik lett a gyengélgedő Ferrarival. A futam után háromhetes szünet volt, benne évek óta először egy teszteléssel.
Bahreinben a győztes Sebastian Vettel teljesítette a verseny leggyorsabb körét, a 41. körben 1:36,379-es idővel.
| Pozíció | #  | Pilóta           | Csapat/Motor          |
| ------- | -- | ---------------- | --------------------- |
| 1       | 1  | Sebastian Vettel | Red Bull-Renault      |
| 2       | 9  | Kimi Räikkönen   | Lotus F1 Team-Renault |
| 3       | 10 | Romain Grosjean  | Lotus F1 Team-Renault |

### Spanyol nagydíj

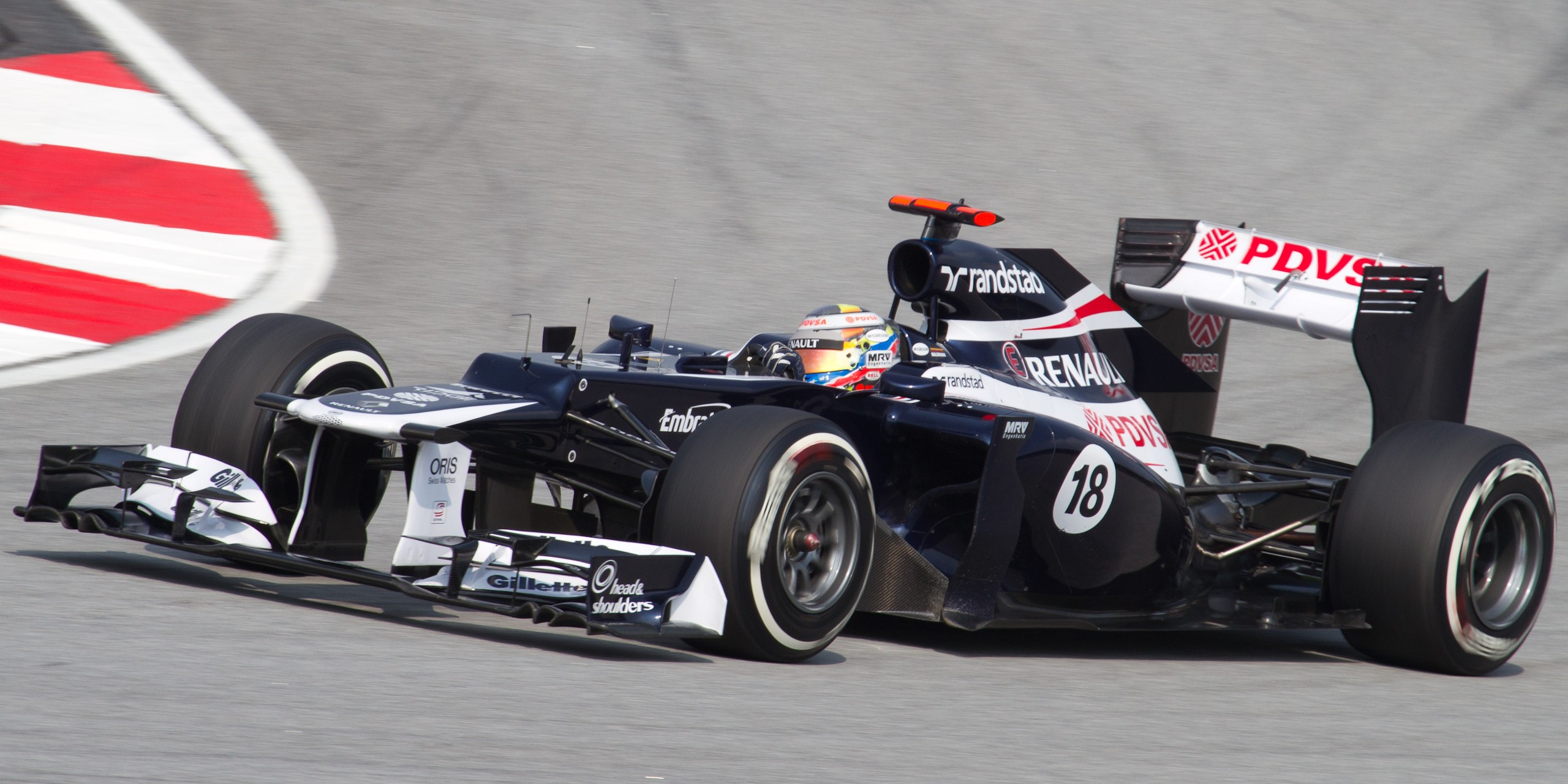
Maldonado, a spanyol nagydíj győztese (a kép Malajziában készült)

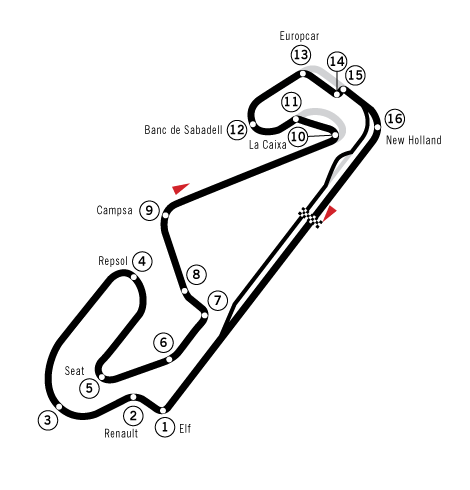
Circuit Catalunya

A világbajnokság ötödik versenyét, a Formula–1 spanyol nagydíjat 2012. május 13-án Barcelonában rendezték meg. A pálya hossza 4,655 km, a versenytáv összesen 307,104 km, amely 66 körnek felel meg.
A pole-pozíciót Lewis Hamilton szerezte meg, de megbüntették a McLarent, így Hamiltont hátrébb sorolták.
A verseny után nem sokáig örülhetett a győztes csapat, hiszen kigyulladt a garázsuk. Az FIA hivatalos közleménye szerint 31 csapattagot láttak el és kezeltek a barcelonai orvosi központban. Hét csapattagot pedig különböző helyi kórházakba szállítottak az orvosi ellátás és kezelés miatt.
Romain Grosjean a 4. helyen célba érő francia pilóta autózta a leggyorsabb kört az 53. körben, mely 1:26,250.
| Pozíció | #  | Pilóta           | Csapat/Motor          |
| ------- | -- | ---------------- | --------------------- |
| 1       | 18 | Pastor Maldonado | Williams-Renault      |
| 2       | 5  | Fernando Alonso  | Ferrari               |
| 3       | 9  | Kimi Räikkönen   | Lotus F1 Team-Renault |

### Monacói nagydíj

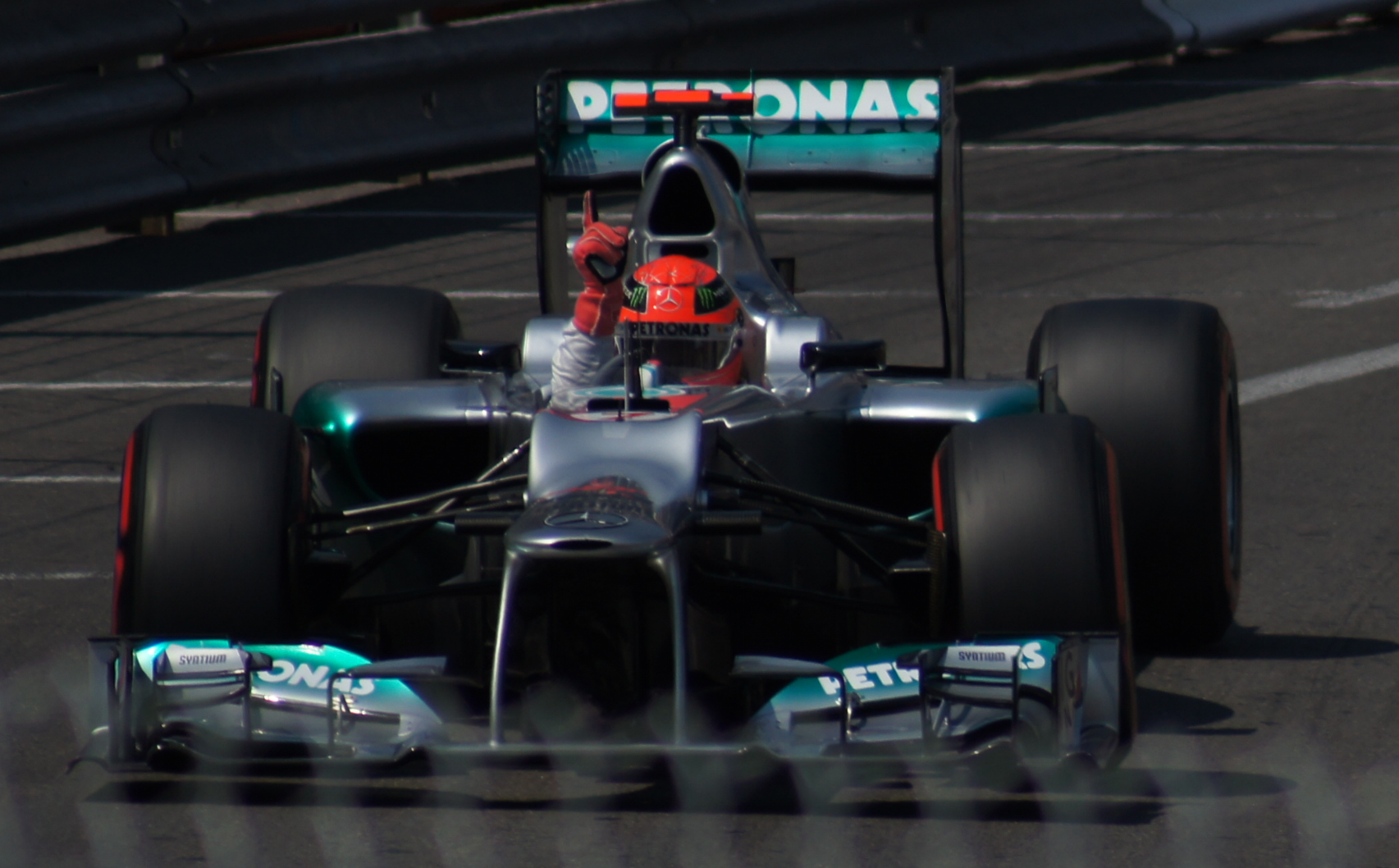
Schumacher szerezte meg a pole-t

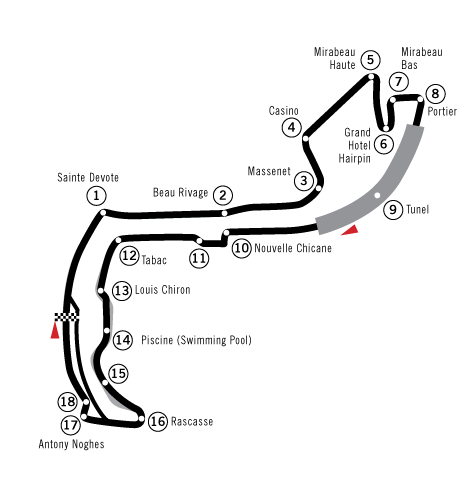
Circuit de Monaco

A világbajnokság hatodik versenyét a Formula–1 monacói nagydíjat 2012. május 27-én a Monacói utcai pályán rendezték. A pályán egy kör 3,340 km, a verseny 78 körös volt.
A versenyt Mark Webber nyerte Nico Rosberg és Fernando Alonso előtt. Így a Red Bull lett az első olyan csapat 2012-ben, amelynek mindkét pilótája győzelmet szerzett.
Mark Webber nagyon jól kapta el a rajtot, de már az első körben bejött a biztonsági autó, mert Romain Grosjean keresztbe állt a pályán (a balesetbe Pastor Maldonado, az előző futam győztese is belekeveredett). Közben Vettel feljött a 6. helyre (kilencedikről), majd később az élre is állt, miután Webber, Rosberg, Alonso és Hamilton is kiállt kereket cserélni. A Red Bull fiatal pilótája csak a 45. körben állt ki cserélni, így visszaesett a 4. helyre Webber, Rosberg és Alonso mögé. Innentől már a végéig maradt a sorrend. Schumachernek ismét nem volt sikeres versenye, Mercedes pilótájának elromlott az autója. Button sem volt sikeres, végig Kovalainennel csatázott a 13. helyért, de a Caterham finn pilótája kiforgatta a 15-ös kanyarban. Button csak 16. lett.
Monacóban Sergio Pérez autózta a leggyorsabb kört a 49. körben 1:17,296-es idővel.
| Pozíció | # | Pilóta          | Csapat/Motor     |
| ------- | - | --------------- | ---------------- |
| 1       | 2 | Mark Webber     | Red Bull-Renault |
| 2       | 8 | Nico Rosberg    | Mercedes         |
| 3       | 5 | Fernando Alonso | Ferrari          |

### Kanadai nagydíj

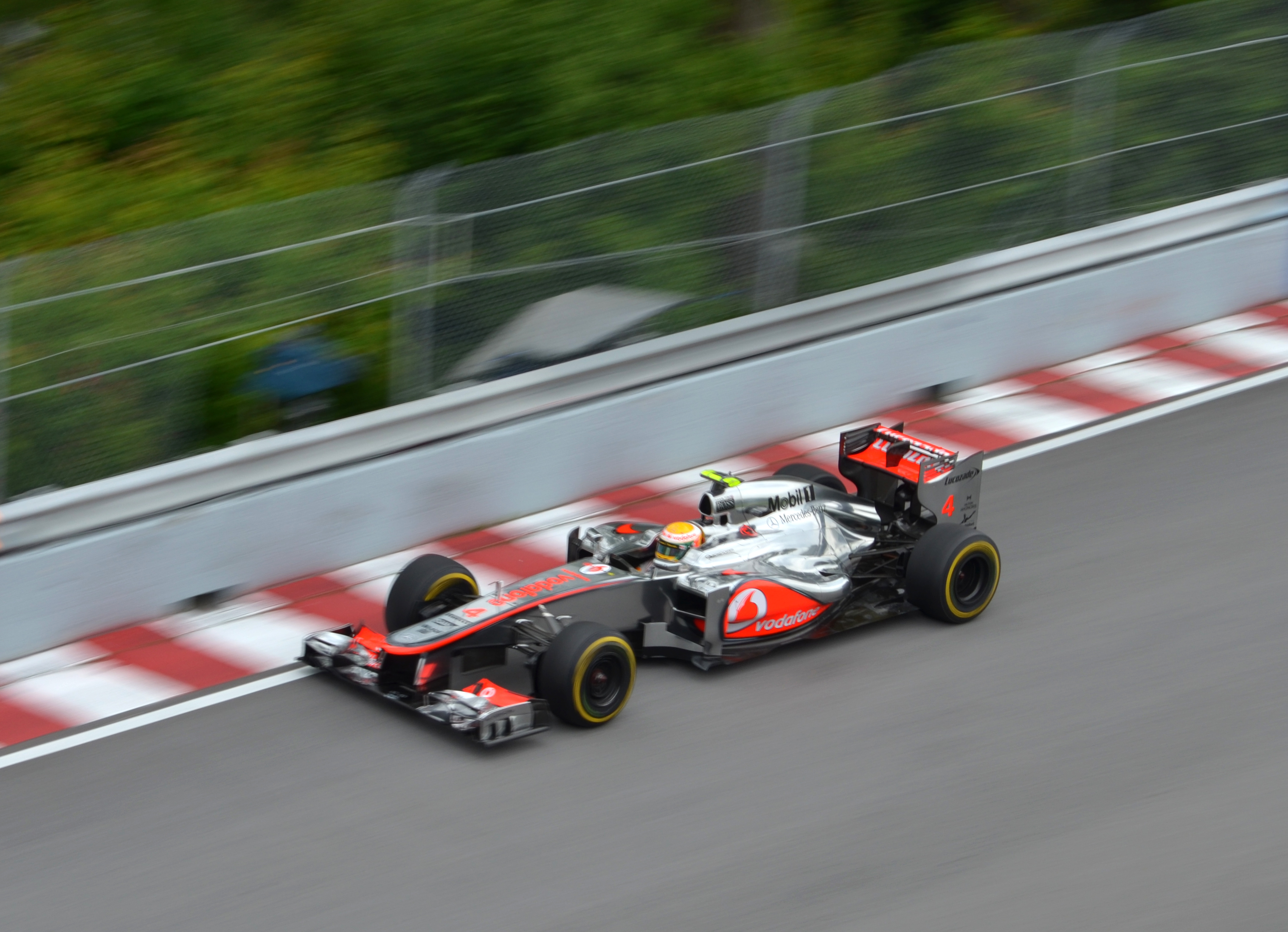
Hamilton, a verseny nyertese

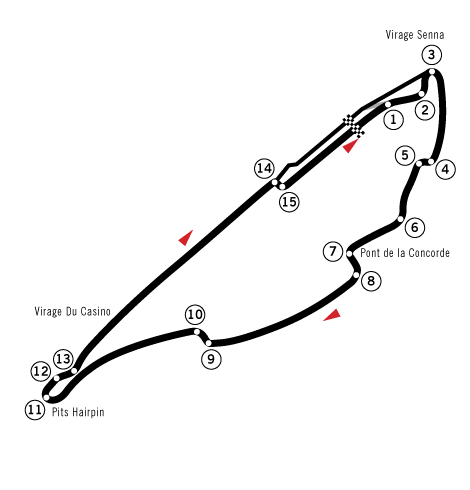
Circuit Gilles Villeneuve

A világbajnokság hetedik futamát, a kanadai nagydíjat 2012. június 10-én rendezték Montréalban. A versenypályán egy kör 4,361 km, a verseny 70 körös volt.
Vettel, Hamilton, Alonso volt a rajtsorrend. A futamon is ez a három pilóta vívott nagy stratégiai harcot egymással. Végül Hamilton nyerte a csatát, meglepetésre Grosjean és Pérez előtt.
Vettel futotta a leggyorsabb kört a 2012-es kiírásban másodszor, a 70. körben 1:15,752-es idővel.
| Pozíció | #  | Pilóta          | Csapat/Motor          |
| ------- | -- | --------------- | --------------------- |
| 1       | 4  | Lewis Hamilton  | McLaren-Mercedes      |
| 2       | 10 | Romain Grosjean | Lotus F1 Team-Renault |
| 3       | 15 | Sergio Pérez    | Sauber-Ferrari        |

### Európai nagydíj

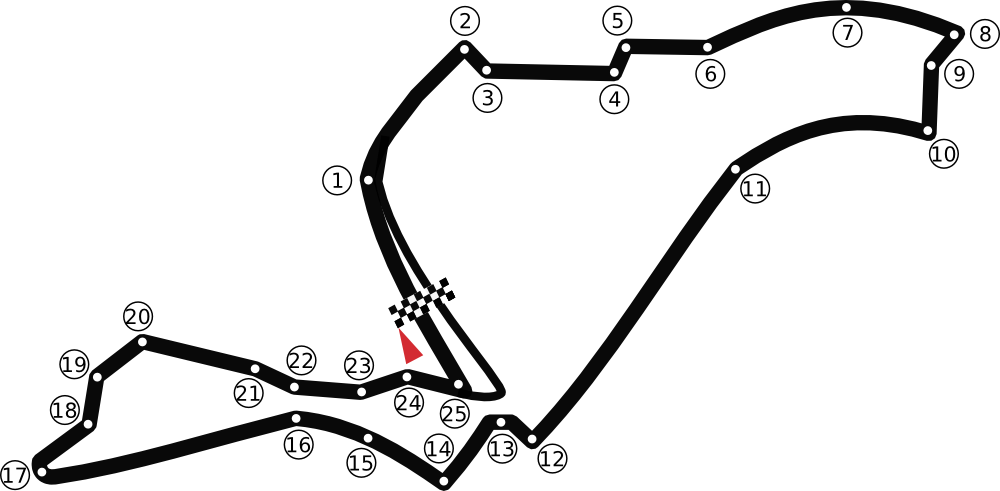
Valencia Street Circuit

A nyolcadik versenyt, az európai nagydíjat 2012. június 24-én rendezik Valenciában. A pályán egy kör 5,419 km, a verseny 57 körös volt.
Az évad egyik legjobb futamát Vettel várhatta az első rajthelyről, míg Alonso csak a 11. lett. Alonso aztán a futamon hatalmas versenyt futva az első lett. A második a remekül vezető Räikkönen, míg a harmadik helyet visszatérése óta először Schumacher szerezte meg. Alonso sírt a dobogón, Schumacher pedig a rádióba. A kiesők között az FIA tett rendet. Egy héttel a futam után a versenybíróság egy 10 rajthelyes büntetést rótt ki Vergne-re, akinek az időmérőn elért helyéhez képest 10 pozícióval hátrábbról kell várnia a Brit Nagydíj rajtját. Az újraindítást követően nem sokkal Vettel alatt megállt az autó, a generátor ment tönkre. Hét körrel később Romain Grosjeannak is fel kellett adnia a futamot ugyanazon hiba miatt. Sőt, Hamilton is elbukta a bronzérmet, miután ütközött Maldonadóval. A venezuelai, bár tizedikként ért célba, a versenybíróság 20 másodperces időbüntetéssel sújtotta, így a 12. helyre került vissza.
Nico Rosberg húzta be a leggyorsabb kört Valenciában az 54. körben 1:42,163-es idővel.
| Pozíció | # | Pilóta             | Csapat/Motor          |
| ------- | - | ------------------ | --------------------- |
| 1       | 5 | Fernando Alonso    | Ferrari               |
| 2       | 9 | Kimi Räikkönen     | Lotus F1 Team-Renault |
| 3       | 7 | Michael Schumacher | Mercedes              |

### Brit nagydíj

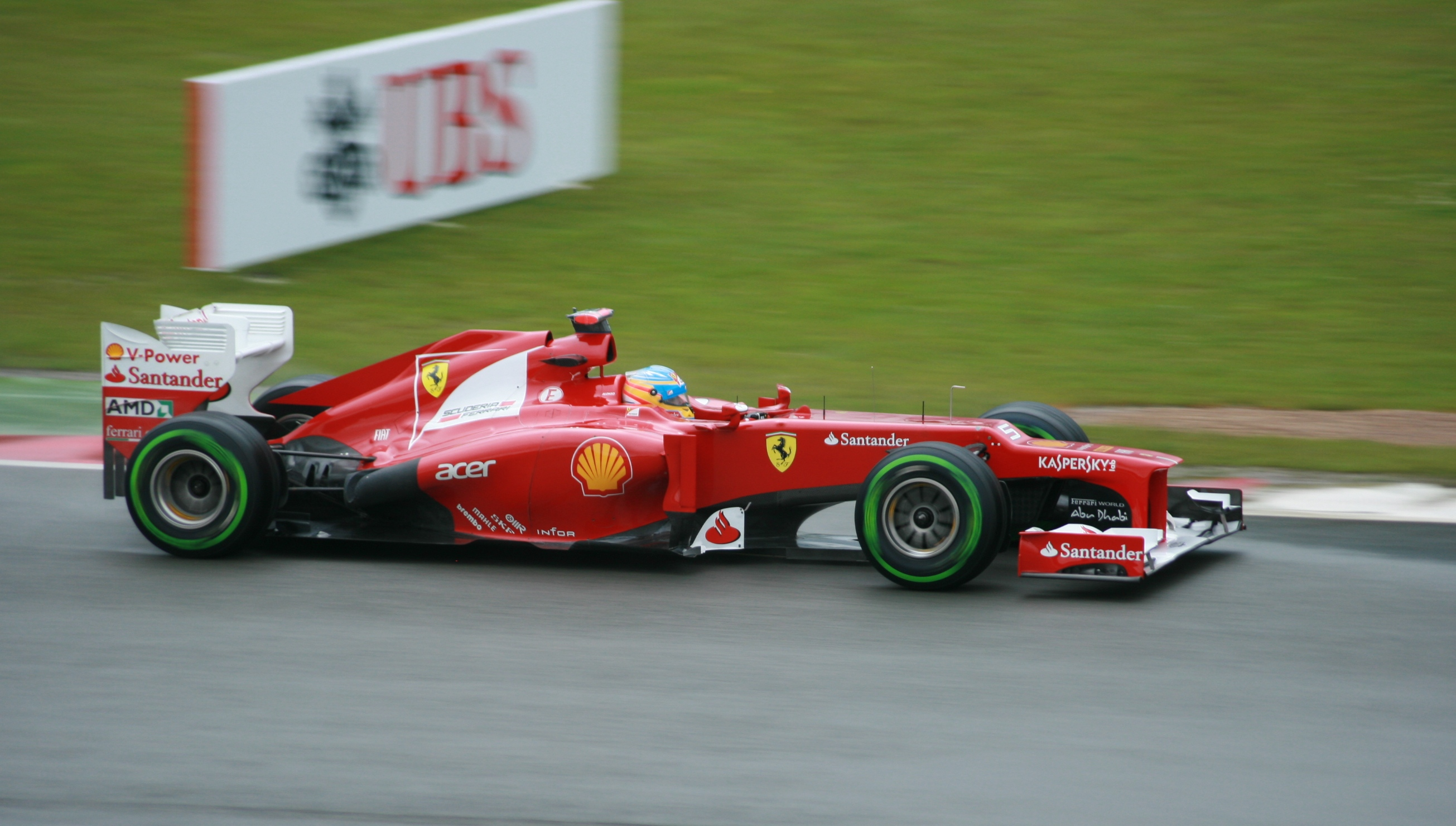
Alonso a pole-ból indulva 2. lett

Silverstone Circuit

A kilencedik versenyt, a brit nagydíjat Silverstone-ban rendezték 2012. július 8-án. A pályán egy kör 5,891 km, a verseny 52 körös volt.
Mark Webber megnyerte a brit nagydíjat a Red Bullal, második lett az élről induló Fernando Alonso, a dobogó harmadik fokára pedig az ausztrál győztes csapattársa, Sebastian Vettel állhatott fel.
2012-ben Kimi Räikkönen Silverstone-ban, Malajzia után másodszor teljesítette a leggyorsabb kört 1:34,661-es idővel az 50. körben.
| Pozíció | # | Pilóta           | Csapat/Motor     |
| ------- | - | ---------------- | ---------------- |
| 1       | 2 | Mark Webber      | Red Bull-Renault |
| 2       | 5 | Fernando Alonso  | Ferrari          |
| 3       | 1 | Sebastian Vettel | Red Bull-Renault |

### Német nagydíj

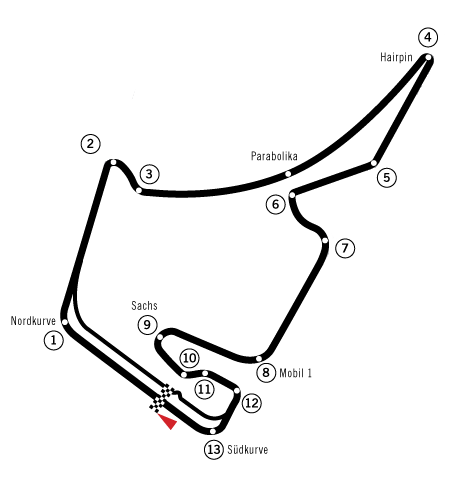
Hockenheimring

Az évad tizedik versenyét, a német nagydíjat 2012. július 22-én rendezték meg a Hockenheimringen. A pályán egy kör 4,574 km, a verseny 67 körös volt.
A pole-pozíciót az esős időmérőn Fernando Alonso szerezte meg, Sebastian Vettel és Mark Webber előtt. Utóbbit öt rajthelyes büntetéssel sújtották váltócsere miatt. A rajtnál nagyjából maradt minden ugyanúgy. A hátsóbb régiókban Felipe Massa vesztette el az első szárnyát, két körrel Lewis Hamilton autója kapott defektet. Később Jenson Button nagy felzárkózásba kezdett. Több versenyzőt megelőzve már a 3. helyen állt, üldözve a vezető Alonso&Vettel duót. A második boxkiállás után már a címvédő előtt találta magát. Ám egy durva fékezésnek köszönhetően a végére gumiprobéma miatt belassult. Vettel a külső íven akarta megelőzni, de nem számolt a pálya szélességével. Így a pályán kívül előzte meg az angolt, és mivel nem engedte vissza utólagos +20mp-es büntetést kapott. A versenyt a végig vezető Alonso nyerte meg Button és Räikkönen előtt.
Michael Schumacher futotta a leggyorsabb kört hazai futamán az 57. körben 1:18,725-es idővel.
| Pozíció | # | Pilóta          | Csapat/Motor          |
| ------- | - | --------------- | --------------------- |
| 1       | 5 | Fernando Alonso | Ferrari               |
| 2       | 3 | Jenson Button   | McLaren-Mercedes      |
| 3       | 9 | Kimi Räikkönen  | Lotus F1 Team-Renault |

### Magyar nagydíj

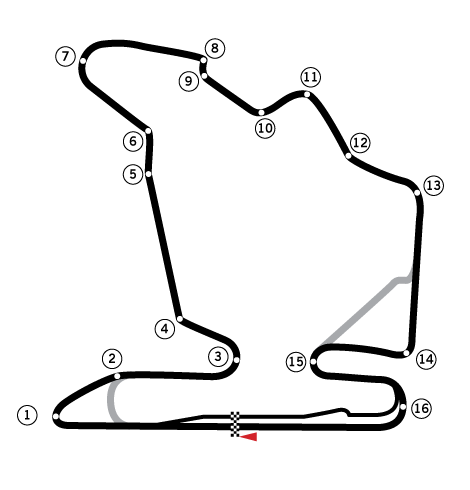
Hungaroring

A világbajnokság tizenegyedik futamát, a magyar nagydíjat 2012. július 29-én rendezték a Hungaroringen, Mogyoródon. A pályán egy kör 4,381 km, a verseny 70 körös volt.
A 2012-es szezonban harmadszor szerezte meg a futam leggyorsabb körét Sebastian Vettel az utolsó előtti 68. körben 1:24,136-es idővel.
| Pozíció | #  | Pilóta          | Csapat/Motor          |
| ------- | -- | --------------- | --------------------- |
| 1       | 4  | Lewis Hamilton  | McLaren-Mercedes      |
| 2       | 9  | Kimi Räikkönen  | Lotus F1 Team-Renault |
| 3       | 10 | Romain Grosjean | Lotus F1 Team-Renault |

### Belga nagydíj

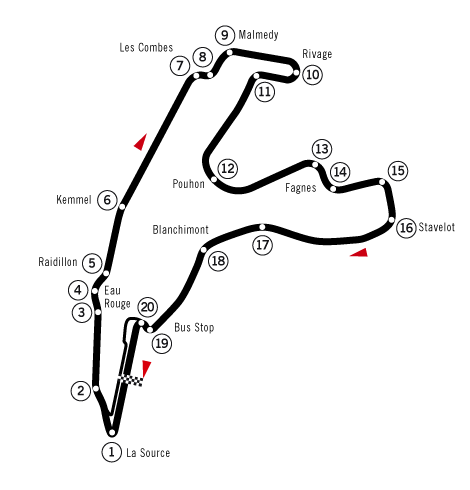
Circuit de Spa-Francorchamps

A tizenkettedik versenyt, a belga nagydíjat 2012. szeptember 2-án rendezték Spában. A pályán egy kör 7,004 km, a verseny 44 körös volt.
| Pozíció | # | Pilóta           | Csapat/Motor          |
| ------- | - | ---------------- | --------------------- |
| 1       | 3 | Jenson Button    | McLaren-Mercedes      |
| 2       | 1 | Sebastian Vettel | Red Bull-Renault      |
| 3       | 9 | Kimi Räikkönen   | Lotus F1 Team-Renault |

### Olasz nagydíj

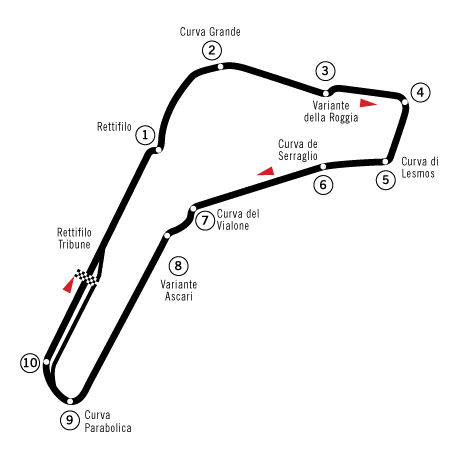
Autodromo Nazionale Monza

A tizenharmadik versenyt, az olasz nagydíjat 2012. szeptember 9-én rendezték Monzában. A pályán egy kör 5,793 km, a verseny 53 körös volt.
| Pozíció | #  | Pilóta          | Csapat/Motor     |
| ------- | -- | --------------- | ---------------- |
| 1       | 4  | Lewis Hamilton  | McLaren-Mercedes |
| 2       | 15 | Sergio Pérez    | Sauber-Ferrari   |
| 3       | 5  | Fernando Alonso | Ferrari          |

### Szingapúri nagydíj

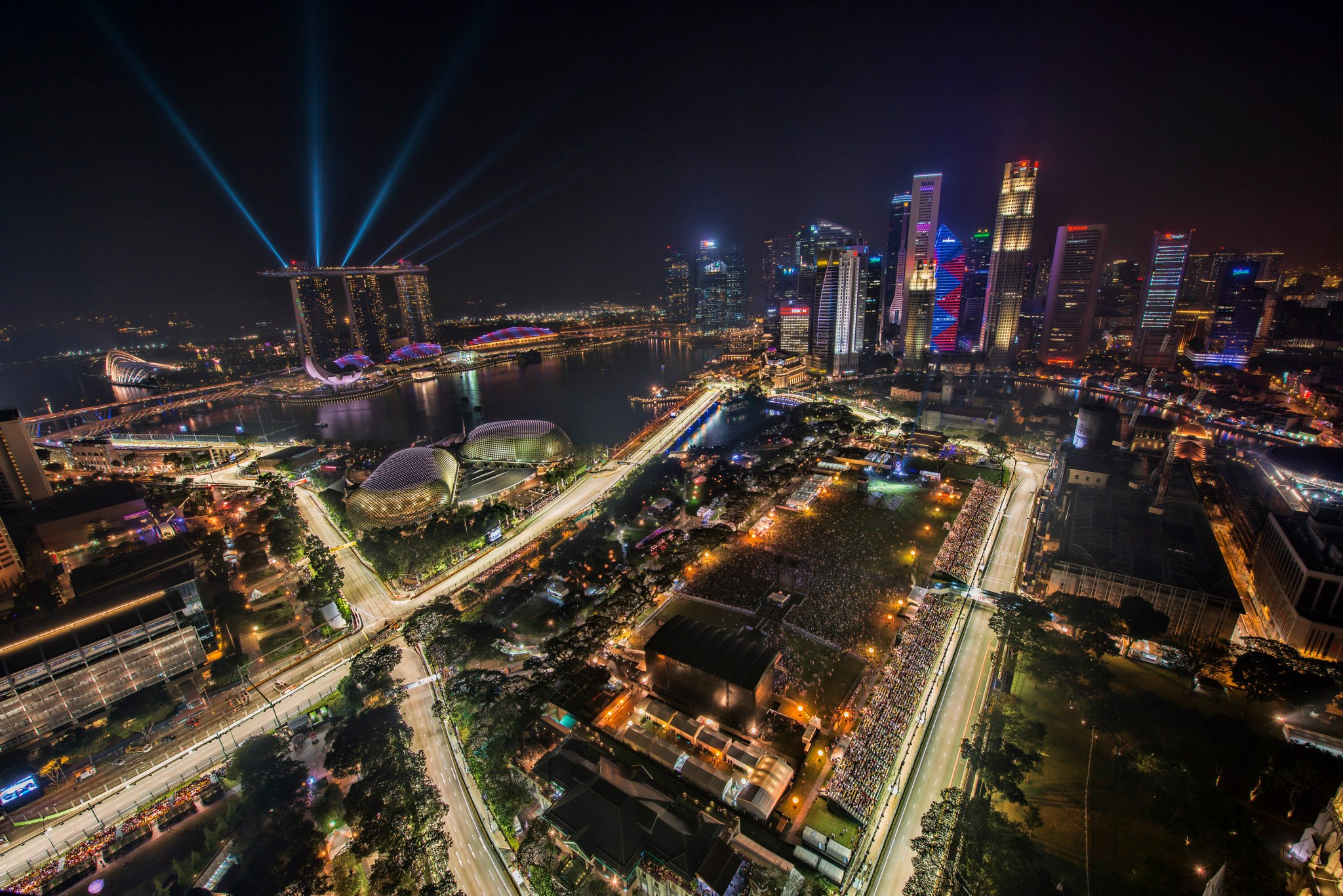
A szingapúri pálya madártávlatból

Singapore Street Circuit

A tizennegyedik versenyt, a szingapúri nagydíjat 2012. szeptember 23-án rendezték, helyi idő szerint éjszaka a Szingapúrban. A pályán egy kör 5,073 km, a verseny 59 körös volt, mert átlépték a 2 órás időlimitet. Az időmérőt Lewis Hamilton nyerte, és a versenyt is magabiztosan vezette, amikor megállt alatta a McLaren. Így a győzelem Vettel "ölébe hullott". Niki Lauda-nak ekkor sikerült átcsalni Hamiltont a Mercedeshez.
| Pozíció | # | Pilóta           | Csapat/Motor     |
| ------- | - | ---------------- | ---------------- |
| 1       | 1 | Sebastian Vettel | Red Bull-Renault |
| 2       | 3 | Jenson Button    | McLaren-Mercedes |
| 3       | 5 | Fernando Alonso  | Ferrari          |

### Japán nagydíj

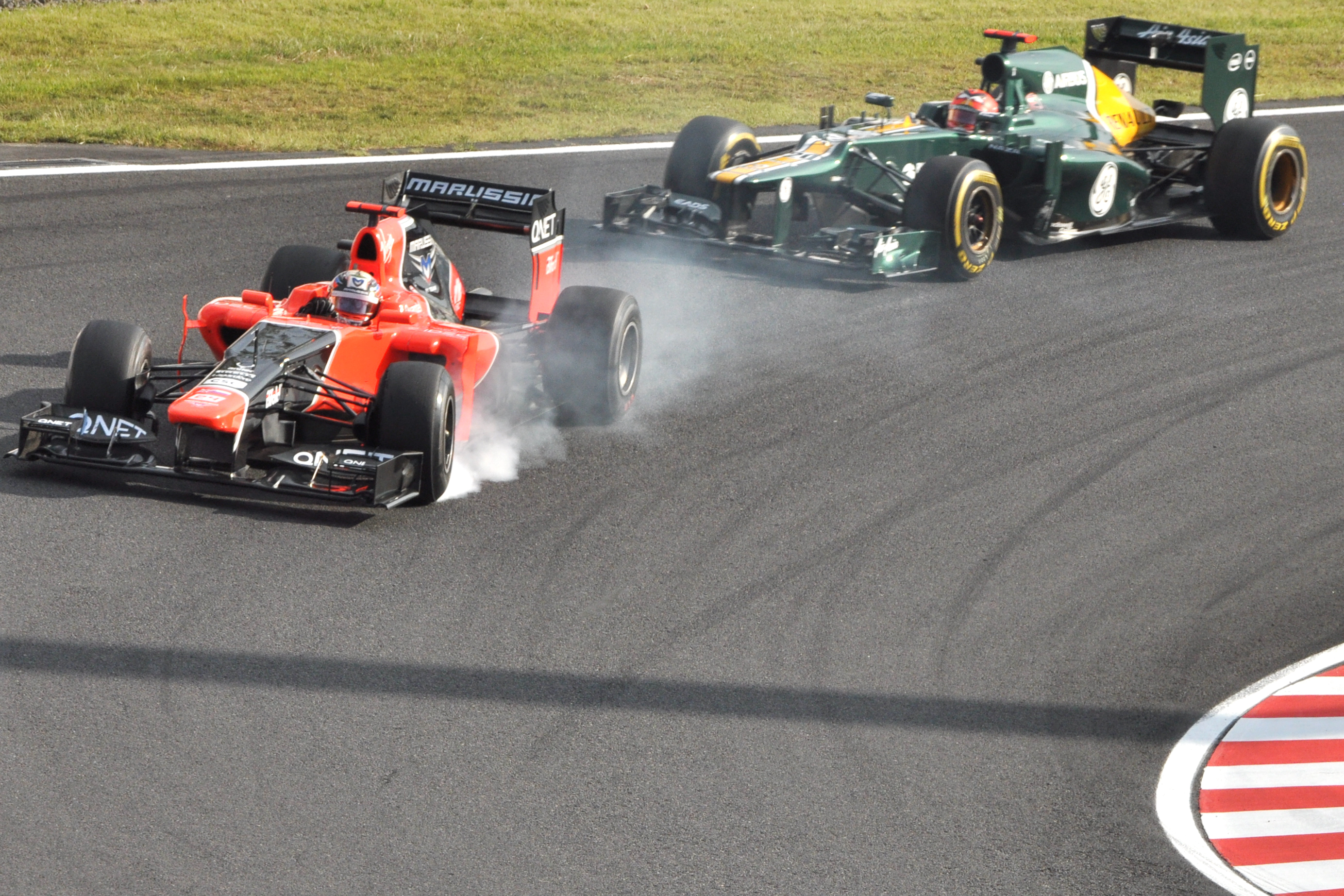
Glock és Kovalainen a versenyen

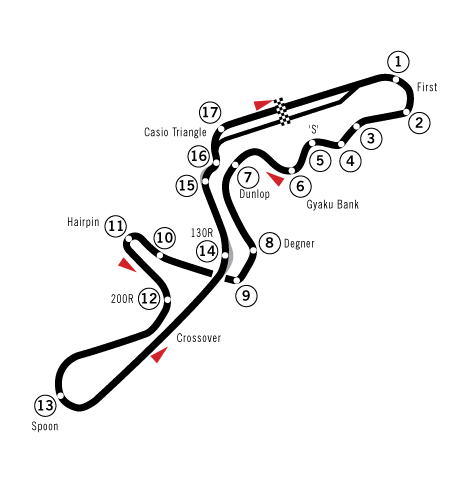
Suzuka Circuit

A tizenötödik versenyt, a japán nagydíjat 2012. október 7-én rendezték Szuzukában. A pályán egy kör 5,807 km, a verseny 53 körös volt.
| Pozíció | #  | Pilóta           | Csapat/Motor     |
| ------- | -- | ---------------- | ---------------- |
| 1       | 1  | Sebastian Vettel | Red Bull-Renault |
| 2       | 6  | Felipe Massa     | Ferrari          |
| 3       | 14 | Kobajasi Kamui   | Sauber-Ferrari   |

### Koreai nagydíj

Korean International Circuit

A tizenhatodik versenyt, a koreai nagydíjat 2012. október 14-én rendezték a Korean International Circuiton. A pályán egy kör 5,615 km, a verseny 55 körös volt.
| Pozíció | # | Pilóta           | Csapat/Motor     |
| ------- | - | ---------------- | ---------------- |
| 1       | 1 | Sebastian Vettel | Red Bull-Renault |
| 2       | 2 | Mark Webber      | Red Bull-Renault |
| 3       | 5 | Fernando Alonso  | Ferrari          |

### Indiai nagydíj

Jaypee Group Circuit

A tizenhetedik versenyt, a indiai nagydíjat 2012. október 28-án rendezték a Buddh International Circuiton. A pályán egy kör 5,125 km, a verseny 60 körös volt.
| Pozíció | # | Pilóta           | Csapat/Motor     |
| ------- | - | ---------------- | ---------------- |
| 1       | 1 | Sebastian Vettel | Red Bull-Renault |
| 2       | 5 | Fernando Alonso  | Ferrari          |
| 3       | 2 | Mark Webber      | Red Bull-Renault |

### Abu-dzabi nagydíj

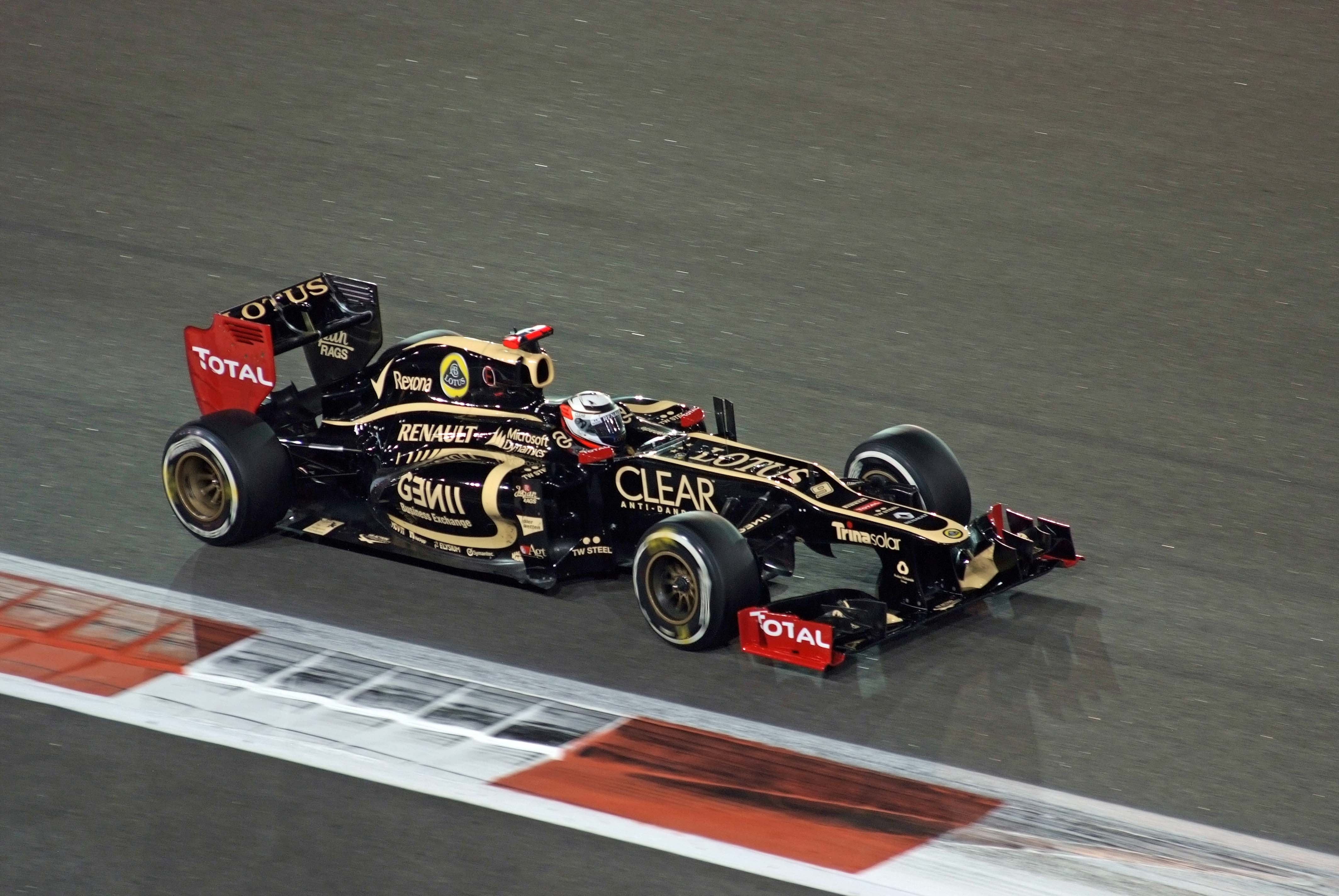
Räikkönen nyerte a versenyt

Yas Island Circuit

A világbajnokság tizennyolcadik versenyét az abu-dzabi nagydíjat 2012. november 4-én rendezték Abu Dzabiban. A pályán egy kör 5,554 km, a verseny 55 körös volt. Az időmérőt Lewis Hamilton magabiztosan nyerte és a versenyben is vezetett de ismét megállt alatta a McLaren, így végül Kimi Raikkonen nyerte a futamot.
| Pozíció | # | Pilóta           | Csapat/Motor     |
| ------- | - | ---------------- | ---------------- |
| 1       | 9 | Kimi Räikkönen   | Lotus-Renault    |
| 2       | 5 | Fernando Alonso  | Ferrari          |
| 3       | 1 | Sebastian Vettel | Red Bull-Renault |

### Amerikai nagydíj

Az új amerikai pálya

Circuit of the Americas

A tizenkilencedik versenyt, az amerikai nagydíjat 2012. november 18-án rendezték Austinban. A pályán egy kör 5,513 km, a verseny 56 körös volt.
| Pozíció | # | Pilóta           | Csapat/Motor     |
| ------- | - | ---------------- | ---------------- |
| 1       | 4 | Lewis Hamilton   | McLaren-Mercedes |
| 2       | 1 | Sebastian Vettel | Red Bull-Renault |
| 3       | 5 | Fernando Alonso  | Ferrari          |

### Brazil nagydíj

Autódromo José Carlos Pace

A huszadik, egyben a szezon utolsó versenyét, a brazil nagydíjat 2012. november 25-én rendezték São Paulóban. A pályán egy kör 4,309 km, a verseny 71 körös volt. Lewis Hamilton nyerte az időmérőt és szintén az élen haladt, amikor gyakorlatilag Hülkenberg kiütötte, elvéve ezzel a győzelem lehetőségét, hogy Lewis Hamilton megnyerje utolsó McLaren-es versenyét.
| Pozíció | # | Pilóta          | Csapat/Motor     |
| ------- | - | --------------- | ---------------- |
| 1       | 3 | Jenson Button   | McLaren-Mercedes |
| 2       | 5 | Fernando Alonso | Ferrari          |
| 3       | 6 | Felipe Massa    | Ferrari          |

## Nagydíjak
| #  | Nagydíj            | Pole pozíció      | Leggyorsabb kör    | Győztes pilóta   | Győztes konstruktőr | Összefoglaló |
| -- | ------------------ | ----------------- | ------------------ | ---------------- | ------------------- | ------------ |
| 1  | Ausztrál nagydíj   | Lewis Hamilton    | Jenson Button      | Jenson Button    | McLaren-Mercedes    | Összefoglaló |
| 2  | Maláj nagydíj      | Lewis Hamilton    | Kimi Räikkönen     | Fernando Alonso  | Ferrari             | Összefoglaló |
| 3  | Kínai nagydíj      | Nico Rosberg      | Kobajasi Kamui     | Nico Rosberg     | Mercedes            | Összefoglaló |
| 4  | Bahreini nagydíj   | Sebastian Vettel  | Sebastian Vettel   | Sebastian Vettel | Red Bull-Renault    | Összefoglaló |
| 5  | Spanyol nagydíj    | Pastor Maldonado* | Romain Grosjean    | Pastor Maldonado | Williams-Renault    | Összefoglaló |
| 6  | Monacói nagydíj    | Mark Webber**     | Sergio Pérez       | Mark Webber      | Red Bull-Renault    | Összefoglaló |
| 7  | Kanadai nagydíj    | Sebastian Vettel  | Sebastian Vettel   | Lewis Hamilton   | McLaren-Mercedes    | Összefoglaló |
| 8  | Európai nagydíj    | Sebastian Vettel  | Nico Rosberg       | Fernando Alonso  | Ferrari             | Összefoglaló |
| 9  | Brit nagydíj       | Fernando Alonso   | Kimi Räikkönen     | Mark Webber      | Red Bull-Renault    | Összefoglaló |
| 10 | Német nagydíj      | Fernando Alonso   | Michael Schumacher | Fernando Alonso  | Ferrari             | Összefoglaló |
| 11 | Magyar nagydíj     | Lewis Hamilton    | Sebastian Vettel   | Lewis Hamilton   | McLaren-Mercedes    | Összefoglaló |
| 12 | Belga nagydíj      | Jenson Button     | Bruno Senna        | Jenson Button    | McLaren-Mercedes    | Összefoglaló |
| 13 | Olasz nagydíj      | Lewis Hamilton    | Nico Rosberg       | Lewis Hamilton   | McLaren-Mercedes    | Összefoglaló |
| 14 | Szingapúri nagydíj | Lewis Hamilton    | Nico Hülkenberg    | Sebastian Vettel | Red Bull-Renault    | Összefoglaló |
| 15 | Japán nagydíj      | Sebastian Vettel  | Sebastian Vettel   | Sebastian Vettel | Red Bull-Renault    | Összefoglaló |
| 16 | Koreai nagydíj     | Mark Webber       | Mark Webber        | Sebastian Vettel | Red Bull-Renault    | Összefoglaló |
| 17 | Indiai nagydíj     | Sebastian Vettel  | Jenson Button      | Sebastian Vettel | Red Bull-Renault    | Összefoglaló |
| 18 | Abu-Dzabi nagydíj  | Lewis Hamilton    | Sebastian Vettel   | Kimi Räikkönen   | Lotus-Renault       | Összefoglaló |
| 19 | Amerikai nagydíj   | Sebastian Vettel  | Sebastian Vettel   | Lewis Hamilton   | McLaren-Mercedes    | Összefoglaló |
| 20 | Brazil nagydíj     | Lewis Hamilton    | Lewis Hamilton     | Jenson Button    | McLaren-Mercedes    | Összefoglaló |

* Eredetileg Lewis Hamilton szerezte meg a pole-pozíciót, de üzemanyagproblémák miatt büntetést kapott, és az utolsó helyről kezdhette meg a nagydíjat.
** Eredetileg Michael Schumacher szerezte meg a pole-pozíciót, de a spanyol nagydíjon ütközött Bruno Sennával, ezért 5 helyes rajtbüntetést kapott.

## Eredmények

### Versenyzők
Pontozás:
| Helyezés | 1. | 2. | 3. | 4. | 5. | 6. | 7. | 8. | 9. | 10. | 11–24. |
| -------- | -- | -- | -- | -- | -- | -- | -- | -- | -- | --- | ------ |
| Pont     | 25 | 18 | 15 | 12 | 10 | 8  | 6  | 4  | 2  | 1   | 0      |

(Félkövér: pole-pozíció, dőlt: leggyorsabb kör, a színkódokról részletes információ itt található)
| Helyezés | Versenyző          | AUS | MAL | CHN | BHR | ESP | MON | CAN | EUR | GBR | GER | HUN | BEL | ITA | SIN | JPN | KOR | IND | UAE | USA | BRA | Pont |
| -------- | ------------------ | --- | --- | --- | --- | --- | --- | --- | --- | --- | --- | --- | --- | --- | --- | --- | --- | --- | --- | --- | --- | ---- |
| 1        | Sebastian Vettel   | 2   | 11  | 5   | 1   | 6   | 4   | 4   | Ki  | 3   | 5   | 4   | 2   | 22† | 1   | 1   | 1   | 1   | 3   | 2   | 6   | 281  |
| 2        | Fernando Alonso    | 5   | 1   | 9   | 7   | 2   | 3   | 5   | 1   | 2   | 1   | 5   | Ki  | 3   | 3   | Ki  | 3   | 2   | 2   | 3   | 2   | 278  |
| 3        | Kimi Räikkönen     | 7   | 5   | 14  | 2   | 3   | 9   | 8   | 2   | 5   | 3   | 2   | 3   | 5   | 6   | 6   | 5   | 7   | 1   | 6   | 10  | 207  |
| 4        | Lewis Hamilton     | 3   | 3   | 3   | 8   | 8   | 5   | 1   | 19† | 8   | Ki  | 1   | Ki  | 1   | Ki  | 5   | 10  | 4   | Ki  | 1   | Ki  | 190  |
| 5        | Jenson Button      | 1   | 14  | 2   | 18† | 9   | 16† | 16  | 8   | 10  | 2   | 6   | 1   | Ki  | 2   | 4   | Ki  | 5   | 4   | 5   | 1   | 188  |
| 6        | Mark Webber        | 4   | 4   | 4   | 4   | 11  | 1   | 7   | 4   | 1   | 8   | 8   | 6   | 20† | 11  | 9   | 2   | 3   | Ki  | Ki  | 4   | 179  |
| 7        | Felipe Massa       | Ki  | 15  | 13  | 9   | 15  | 6   | 10  | 16  | 4   | 12  | 9   | 5   | 4   | 8   | 2   | 4   | 6   | 7   | 4   | 3   | 122  |
| 8        | Romain Grosjean    | Ki  | Ki  | 6   | 3   | 4   | Ki  | 2   | Ki  | 6   | 18  | 3   | Ki  | Et  | 7   | 19† | 7   | 9   | Ki  | 7   | Ki  | 96   |
| 9        | Nico Rosberg       | 12  | 13  | 1   | 5   | 7   | 2   | 6   | 6   | 15  | 10  | 10  | 11  | 7   | 5   | Ki  | Ki  | 11  | Ki  | 13  | 15  | 93   |
| 10       | Sergio Pérez       | 8   | 2   | 11  | 11  | Ki  | 11  | 3   | 9   | Ki  | 6   | 14  | Ki  | 2   | 10  | Ki  | 11  | Ki  | 15  | 11  | Ki  | 66   |
| 11       | Nico Hülkenberg    | Ki  | 9   | 15  | 12  | 10  | 8   | 12  | 5   | 12  | 9   | 11  | 4   | 21† | 14  | 7   | 6   | 8   | Ki  | 8   | 5   | 63   |
| 12       | Kobajasi Kamui     | 6   | Ki  | 10  | 13  | 5   | Ki  | 9   | Ki  | 11  | 4   | 18† | 13  | 9   | 13  | 3   | Ki  | 14  | 6   | 14  | 9   | 60   |
| 13       | Michael Schumacher | Ki  | 10  | Ki  | 10  | Ki  | Ki  | Ki  | 3   | 7   | 7   | Ki  | 7   | 6   | Ki  | 11  | 13  | 22† | 11  | 16  | 7   | 49   |
| 14       | Paul di Resta      | 10  | 7   | 12  | 6   | 14  | 7   | 11  | 7   | Ki  | 11  | 12  | 10  | 8   | 4   | 12  | 12  | 12  | 9   | 15  | 19† | 46   |
| 15       | Pastor Maldonado   | 13† | 19† | 8   | Ki  | 1   | Ki  | 13  | 12  | 16  | 15  | 13  | Ki  | 11  | Ki  | 8   | 14  | 16  | 5   | 9   | Ki  | 45   |
| 16       | Bruno Senna        | 16† | 6   | 7   | 22† | Ki  | 10  | 17  | 10  | 9   | 17  | 7   | 12  | 10  | 18† | 14  | 15  | 10  | 8   | 10  | Ki  | 31   |
| 17       | Jean-Éric Vergne   | 11  | 8   | 16  | 14  | 12  | 12  | 15  | Ki  | 14  | 14  | 16  | 8   | Ki  | Ki  | 13  | 8   | 15  | 12  | Ki  | 8   | 16   |
| 18       | Daniel Ricciardo   | 9   | 12  | 17  | 15  | 13  | Ki  | 14  | 11  | 13  | 13  | 15  | 9   | 12  | 9   | 10  | 9   | 13  | 10  | 12  | 13  | 10   |
| 19       | Vitalij Petrov     | Ki  | 16  | 18  | 16  | 17  | Ki  | 19  | 13  | Ni  | 16  | 19  | 14  | 15  | 19  | 17  | 16  | 17  | 16  | 17  | 11  | 0    |
| 20       | Timo Glock         | 14  | 17  | 19  | 19  | 18  | 14  | Ki  | Ni  | 18  | 22  | 21  | 15  | 17  | 12  | 16  | 18  | 20  | 14  | 19  | 16  | 0    |
| 21       | Charles Pic        | 15† | 20  | 20  | Ki  | Ki  | Ki  | 20  | 15  | 19  | 20  | 20  | 16  | 16  | 16  | Ki  | 19  | 19  | Ki  | 20  | 12  | 0    |
| 22       | Heikki Kovalainen  | Ki  | 18  | 23  | 17  | 16  | 13  | 18  | 14  | 17  | 19  | 17  | 17  | 14  | 15  | 15  | 17  | 18  | 13  | 18  | 14  | 0    |
| 23       | Jérôme d’Ambrosio  |     |     |     |     |     |     |     |     |     |     |     |     | 13  |     |     |     |     |     |     |     | 0    |
| 24       | Narain Karthikeyan | NK  | 22  | 22  | 21  | Ki  | 15  | Ki  | 18  | 21  | 23  | Ki  | Ki  | 19  | Ki  | Ki  | 20  | 21  | Ki  | 22  | 18  | 0    |
| 25       | Pedro de la Rosa   | NK  | 21  | 21  | 20  | 19  | Ki  | Ki  | 17  | 20  | 21  | 22  | 18  | 18  | 17  | 18  | Ki  | Ki  | 17  | 21  | 17  | 0    |
| Helyezés | Versenyző          | AUS | MAL | CHN | BHR | ESP | MON | CAN | EUR | GBR | GER | HUN | BEL | ITA | SIN | JPN | KOR | IND | UAE | USA | BRA | Pont |

Megjegyzés:
- † – Nem fejezte be a futamot, de rangsorolva lett, mert teljesítette a versenytáv 90%-át.

Eltérő háttérszínnel vannak jelölve a következő versenyzők:
      – újonc pilóta  • 
     – visszatérő pilóta  •       – a versenyző egy másik pilóta helyét vette át a szezon közben

#### Statisztika
| Helyezés | +/- | Versenyző          | Csapat               | Rajt | Győzelem | Dobogós helyezés | Pole pozíció | Leggyorsabb kör | Pont |
| -------- | --- | ------------------ | -------------------- | ---- | -------- | ---------------- | ------------ | --------------- | ---- |
| 1        | 0   | Sebastian Vettel   | Red Bull-Renault     | 20   | 5        | 10               | 6            | 6               | 281  |
| 2        | +2  | Fernando Alonso    | Ferrari              | 20   | 3        | 13               | 2            | 0               | 278  |
| 3        | –   | Kimi Räikkönen     | Lotus-Renault        | 20   | 1        | 7                | 0            | 2               | 207  |
| 4        | +1  | Lewis Hamilton     | McLaren-Mercedes     | 20   | 4        | 7                | 7            | 1               | 190  |
| 5        | -3  | Jenson Button      | McLaren-Mercedes     | 20   | 3        | 6                | 1            | 2               | 188  |
| 6        | -3  | Mark Webber        | Red Bull-Renault     | 20   | 2        | 4                | 2            | 1               | 179  |
| 7        | -1  | Felipe Massa       | Ferrari              | 20   | 0        | 2                | 0            | 0               | 122  |
| 8        | –   | Romain Grosjean    | Lotus-Renault        | 19   | 0        | 3                | 0            | 1               | 96   |
| 9        | -2  | Nico Rosberg       | Mercedes             | 20   | 1        | 2                | 1            | 2               | 93   |
| 10       | +6  | Sergio Pérez       | Sauber-Ferrari       | 20   | 0        | 3                | 0            | 1               | 66   |
| 11       | –   | Nico Hülkenberg    | Force India-Mercedes | 20   | 0        | 0                | 0            | 1               | 63   |
| 12       | 0   | Kobajasi Kamui     | Sauber-Ferrari       | 20   | 0        | 1                | 0            | 1               | 60   |
| 13       | -5  | Michael Schumacher | Mercedes             | 20   | 0        | 1                | 0            | 1               | 49   |
| 14       | -1  | Paul di Resta      | Force India-Mercedes | 20   | 0        | 0                | 0            | 0               | 46   |
| 15       | +4  | Pastor Maldonado   | Williams-Renault     | 20   | 1        | 1                | 1            | 0               | 45   |
| 16       | +2  | Bruno Senna        | Williams-Renault     | 20   | 0        | 0                | 0            | 1               | 31   |
| 17       | –   | Jean-Éric Vergne   | Toro Rosso-Ferrari   | 20   | 0        | 0                | 0            | 0               | 16   |
| 18       | +9  | Daniel Ricciardo   | Toro Rosso-Ferrari   | 20   | 0        | 0                | 0            | 0               | 10   |
| 19       | -9  | Vitalij Petrov     | Caterham-Renault     | 20   | 0        | 0                | 0            | 0               | 0    |
| 20       | +5  | Timo Glock         | Marussia-Cosworth    | 20   | 0        | 0                | 0            | 0               | 0    |
| 21       | –   | Charles Pic        | Marussia-Cosworth    | 20   | 0        | 0                | 0            | 0               | 0    |
| 22       | 0   | Heikki Kovalainen  | Caterham-Renault     | 20   | 0        | 0                | 0            | 0               | 0    |
| 23       | +1  | Jérôme d’Ambrosio  | Lotus-Renault        | 1    | 0        | 0                | 0            | 0               | 0    |
| 24       | +2  | Narain Karthikeyan | HRT-Cosworth         | 19   | 0        | 0                | 0            | 0               | 0    |
| 25       | -5  | Pedro de la Rosa   | HRT-Cosworth         | 19   | 0        | 0                | 0            | 0               | 0    |

- +/- A versenyző helyezése a 2011-es világbajnoksághoz képest.

### Konstruktőrök
| Helyezés | Csapat                      | Rajt- szám | AUS | MAL | CHN | BHR | ESP | MON | CAN | EUR | GBR | GER | HUN | BEL | ITA | SIN | JPN | KOR | IND | ABU | USA | BRA | Pont |
| -------- | --------------------------- | ---------- | --- | --- | --- | --- | --- | --- | --- | --- | --- | --- | --- | --- | --- | --- | --- | --- | --- | --- | --- | --- | ---- |
| 1        | Red Bull-Renault            | 1          | 2   | 11  | 5   | 1   | 6   | 4   | 4   | ki  | 3   | 5   | 4   | 2   | 22† | 1   | 1   | 1   | 1   | 3   | 2   | 6   | 460  |
| 1        | Red Bull-Renault            | 2          | 4   | 4   | 4   | 4   | 11  | 1   | 7   | 4   | 1   | 8   | 8   | 6   | 20† | 11  | 9   | 2   | 3   | Ki  | Ki  | 4   | 460  |
| 2        | Ferrari                     | 5          | 5   | 1   | 9   | 7   | 2   | 3   | 5   | 1   | 2   | 1   | 5   | ki  | 3   | 3   | ki  | 3   | 2   | 2   | 3   | 2   | 400  |
| 2        | Ferrari                     | 6          | ki  | 15  | 13  | 9   | 15  | 6   | 10  | 16  | 4   | 12  | 9   | 5   | 4   | 8   | 2   | 4   | 6   | 7   | 4   | 3   | 400  |
| 3        | McLaren-Mercedes            | 3          | 1   | 14  | 2   | 18† | 9   | 16† | 16  | 8   | 10  | 2   | 6   | 1   | ki  | 2   | 4   | ki  | 5   | 4   | 5   | 1   | 378  |
| 3        | McLaren-Mercedes            | 4          | 3   | 3   | 3   | 8   | 8   | 5   | 1   | 19† | 8   | ki  | 1   | ki  | 1   | ki  | 5   | 10  | 4   | ki  | 1   | ki  | 378  |
| 4        | Lotus-Renault               | 9          | 7   | 5   | 14  | 2   | 3   | 9   | 8   | 2   | 5   | 3   | 2   | 3   | 5   | 6   | 6   | 5   | 7   | 1   | 6   | 10  | 303  |
| 4        | Lotus-Renault               | 10         | ki  | ki  | 6   | 3   | 4   | ki  | 2   | ki  | 6   | 18  | 3   | ki  | 13  | 7   | 19† | 7   | 9   | ki  | 7   | ki  | 303  |
| 5        | Mercedes                    | 7          | ki  | 10  | ki  | 10  | ki  | ki  | ki  | 3   | 7   | 7   | ki  | 7   | 6   | ki  | 11  | 13  | 22† | 11  | 16  | 7   | 142  |
| 5        | Mercedes                    | 8          | 12  | 13  | 1   | 5   | 7   | 2   | 6   | 6   | 15  | 10  | 10  | 11  | 7   | 5   | ki  | ki  | 11  | ki  | 13  | 15  | 142  |
| 6        | Sauber-Ferrari              | 14         | 6   | ki  | 10  | 13  | 5   | ki  | 9   | ki  | 11  | 4   | 18† | 13  | 9   | 13  | 3   | ki  | 14  | 6   | 14  | 9   | 126  |
| 6        | Sauber-Ferrari              | 15         | 8   | 2   | 11  | 11  | ki  | 11  | 3   | 9   | ki  | 6   | 14  | ki  | 2   | 10  | ki  | 11  | ki  | 15  | 11  | ki  | 126  |
| 7        | Sahara Force India-Mercedes | 11         | 10  | 7   | 12  | 6   | 14  | 7   | 11  | 7   | ki  | 11  | 12  | 10  | 8   | 4   | 12  | 12  | 12  | 9   | 15  | 19  | 109  |
| 7        | Sahara Force India-Mercedes | 12         | ki  | 9   | 15  | 12  | 10  | 8   | 12  | 5   | 12  | 9   | 11  | 4   | 21† | 14  | 7   | 6   | 8   | ki  | 8   | 5   | 109  |
| 8        | Williams-Renault            | 18         | 13† | 19† | 8   | ki  | 1   | ki  | 13  | 12  | 16  | 15  | 13  | ki  | 11  | ki  | 8   | 14  | 16  | 5   | 9   | ki  | 76   |
| 8        | Williams-Renault            | 19         | 16† | 6   | 7   | 22† | ki  | 10  | 17  | 10  | 9   | 17  | 7   | 12  | 10  | 18† | 14  | 15  | 10  | 8   | 10  | ki  | 76   |
| 9        | Toro Rosso-Ferrari          | 16         | 9   | 12  | 17  | 15  | 13  | ki  | 14  | 11  | 13  | 13  | 15  | 9   | 12  | 9   | 10  | 9   | 13  | 10  | 12  | 13  | 26   |
| 9        | Toro Rosso-Ferrari          | 17         | 11  | 8   | 16  | 14  | 12  | 12  | 15  | ki  | 14  | 14  | 16  | 8   | ki  | ki  | 13  | 8   | 15  | 12  | ki  | 8   | 26   |
| 10       | Caterham-Renault            | 20         | ki  | 18  | 23  | 17  | 16  | 13  | 18  | 14  | 17  | 19  | 17  | 17  | 14  | 15  | 15  | 17  | 18  | 16  | 18  | 14  | 0    |
| 10       | Caterham-Renault            | 21         | ki  | 16  | 18  | 16  | 17  | ki  | 19  | 13  | ni  | 16  | 19  | 14  | 15  | 19  | 17  | 16  | 17  | 17  | 17  | 11  | 0    |
| 11       | Marussia-Cosworth           | 24         | 14  | 17  | 19  | 19  | 18  | 14  | ki  | ni  | 18  | 22  | 21  | 15  | 17  | 12  | 16  | 18  | 20  | 14  | 19  | 16  | 0    |
| 11       | Marussia-Cosworth           | 25         | 15† | 20  | 20  | ki  | ki  | ki  | 20  | 15  | 19  | 20  | 20  | 16  | 16  | 16  | ki  | 19  | 19  | ki  | 20  | 12  | 0    |
| 12       | HRT-Cosworth                | 22         | nk  | 21  | 21  | 20  | 19  | ki  | ki  | 17  | 20  | 21  | 22  | 18  | 18  | 17  | 18  | ki  | ki  | 17  | 21  | 17  | 0    |
| 12       | HRT-Cosworth                | 23         | nk  | 22  | 22  | 21  | ki  | 15  | ki  | 18  | 21  | 23  | ki  | ki  | 19  | ki  | ki  | 20  | 21  | ki  | 22  | 18  | 0    |
| Helyezés | Versenyző                   | Rajt- szám | AUS | MAL | CHN | BHR | ESP | MON | CAN | EUR | GBR | GER | HUN | BEL | ITA | SIN | JPN | KOR | IND | ABU | USA | BRA | Pont |

Megjegyzés:
- † — Nem fejezte be a futamot, de rangsorolva lett, mert teljesítette a versenytáv 90%-át.

#### Statisztika
| Hely. | +/- | csapat      | modell | motor    | gumi | start | győzelem | dobogó | pole poz. | leggyors. kör | pont |
| ----- | --- | ----------- | ------ | -------- | ---- | ----- | -------- | ------ | --------- | ------------- | ---- |
| 1     | 0   | Red Bull    | RB8    | Renault  | P    | 20    | 7        | 14     | 8         | 7             | 460  |
| 2     | +1  | Ferrari     | F2012  | Ferrari  | P    | 20    | 3        | 15     | 2         | 0             | 400  |
| 3     | -1  | McLaren     | MP4-27 | Mercedes | P    | 20    | 7        | 13     | 9         | 3             | 378  |
| 4     | +1* | Lotus       | E20    | Renault  | P    | 20    | 1        | 10     | 0         | 3             | 303  |
| 5     | -1  | Mercedes    | F1 W03 | Mercedes | P    | 20    | 1        | 3      | 1         | 3             | 142  |
| 6     | +1  | Sauber      | C31    | Ferrari  | P    | 20    | 0        | 4      | 0         | 2             | 126  |
| 7     | -1  | Force India | VJM05  | Mercedes | P    | 20    | 0        | 0      | 0         | 1             | 109  |
| 8     | +1  | Williams    | FW34   | Renault  | P    | 20    | 1        | 1      | 0         | 1             | 76   |
| 9     | -1  | Toro Rosso  | STR7   | Ferrari  | P    | 20    | 0        | 0      | 0         | 0             | 26   |
| 10    | 0*  | Caterham    | CT-01  | Renault  | P    | 20    | 0        | 0      | 0         | 0             | 0    |
| 11    | +1* | Marussia    | MR01   | Cosworth | P    | 20    | 0        | 0      | 0         | 0             | 0    |
| 12    | -1  | Hispania    | F112   | Cosworth | P    | 19    | 0        | 0      | 0         | 0             | 0    |

- +/- A csapat helyezése 2011-hez képest.
- * A csapat helyezése az előző évi jogelődhöz képest (Renault→Lotus, Team Lotus→Caterham, Virgin→Marussia)

### Időmérő edzések
| Helyezés | Versenyző          | AUS | MAL | CHN | BHR | ESP | MON | CAN | EUR | GBR | GER | HUN | BEL | ITA | SIN | JPN | KOR | IND | UAE | USA | BRA |
| -------- | ------------------ | --- | --- | --- | --- | --- | --- | --- | --- | --- | --- | --- | --- | --- | --- | --- | --- | --- | --- | --- | --- |
| 1.       | Sebastian Vettel   | 6   | 6   | 11  | 1   | 7   | 10  | 1   | 1   | 4   | 2   | 3   | 11  | 6   | 3   | 1   | 2   | 1   | Kiz | 1   | 4   |
| 2.       | Fernando Alonso    | 12  | 9   | 9   | 9   | 2   | 6   | 3   | 11  | 1   | 1   | 6   | 6   | 10  | 5   | 7   | 4   | 5   | 7   | 9   | 8   |
| 3.       | Kimi Räikkönen     | 18  | 5†  | 5   | 11  | 4   | 8   | 12  | 5   | 6   | 10  | 5   | 4   | 8   | 12  | 8   | 5   | 7   | 5   | 5   | 9   |
| 4.       | Lewis Hamilton     | 1   | 1   | 2   | 2   | Kiz | 4   | 2   | 2   | 8   | 8   | 1   | 8   | 1   | 1   | 9   | 3   | 3   | 1   | 2   | 1   |
| 5.       | Jenson Button      | 2   | 2   | 6   | 4   | 11  | 13  | 10  | 9   | 18  | 9   | 4   | 1   | 2   | 4   | 3†  | 11  | 4   | 6   | 12  | 2   |
| 6.       | Mark Webber        | 5   | 4   | 7   | 3   | 12  | 2   | 4   | 19  | 2   | 3†  | 11  | 7†  | 11  | 7   | 2   | 1   | 2   | 2   | 3   | 3   |
| 7.       | Felipe Massa       | 16  | 12  | 12  | 14  | 17  | 7   | 6   | 13  | 5   | 14  | 7   | 14  | 3   | 13  | 11  | 6   | 6   | 9   | 7†  | 5   |
| 8.       | Romain Grosjean    | 3   | 7   | 10  | 7   | 4   | 5   | 7   | 4   | 10  | 15  | 2   | 9   |     | 8   | 5   | 7   | 11  | 10  | 4†  | 18  |
| 9.       | Nico Rosberg       | 7   | 8   | 1   | 5   | 7   | 3   | 5   | 6   | 13  | 17† | 13  | 18† | 7   | 10  | 15  | 9   | 10  | 8   | 17  | 10  |
| 10.      | Sergio Pérez       | 17† | 10  | 8   | 8   | 6   | NK  | 15  | 15  | 17  | 12  | 14  | 5   | 13  | 14  | 6   | 12  | 8   | 12  | 15  | 13  |
| 11.      | Nico Hülkenberg    | 9   | 16  | 16  | 13  | 14  | 11  | 13  | 8   | 9†  | 5   | 10  | 12  | NK  | 11  | 10† | 8   | 12  | 11  | 8   | 7   |
| 12.      | Kobajasi Kamui     | 13  | 17  | 4   | 12  | 10  | 12  | 11  | 7   | 12† | 13  | 15  | 2   | 9   | 18  | 4   | 13  | 17  | 16  | 16  | 15  |
| 13.      | Michael Schumacher | 4   | 3   | 3   | 18† | 9   | 1†  | 9   | 12  | 3   | 4   | 17  | 13  | 5   | 9   | 13† | 10  | 14  | 14  | 6   | 14  |
| 14.      | Paul di Resta      | 15  | 14  | 15  | 10  | 13  | 15  | 8   | 10  | 11  | 9   | 12  | 10  | 4†  | 6   | 12  | 14  | 16  | 13  | 13  | 11  |
| 15.      | Pastor Maldonado   | 8   | 11  | 13  | 17† | 2   | 9†  | 17† | 3   | 7   | 6   | 8   | 3†  | 12  | 2   | 14  | 15  | 9   | 4   | 10  | 6†  |
| 16.      | Bruno Senna        | 14  | 13  | 14  | 15  | 18  | 14  | 16  | 14  | 15  | 16  | 9   | 17  | 14  | 17† | 18  | 18  | 13  | 15  | 11  | 12  |
| 17.      | Jean-Éric Vergne   | 11  | 18  | 18† | 19  | 15  | 17  | 20  | 18  | 16† | 18  | 16  | 15  | 17  | 16  | 17† | 17  | 18  | 18  | 14  | 17  |
| 18.      | Daniel Ricciardo   | 10  | 15  | 17  | 6   | 16  | 16  | 14  | 17  | 14  | 11  | 18  | 16  | 15  | 15  | 16  | 16† | 15  | 17  | 18  | 16  |
| 19.      | Vitalij Petrov     | 20  | 20  | 20  | 20  | 19  | 19  | 19  | 20  | 19  | 20  | 20  | 20  | 19  | 19  | 23  | 19  | 19  | 21  | 21  | 19  |
| 20.      | Timo Glock         | 21  | 21  | 21  | 23  | 22  | 20  | 22  | NK  | 21  | 22  | 22  | 21  | 20  | 21  | 20  | 22  | 21  | 22  | 19  | 21  |
| 21.      | Charles Pic        | 22  | 22  | 22  | 21  | 21  | 22  | 23  | 23  | NK  | 21  | 21  | 23  | 21  | 22  | 22  | 21† | 24  | 20  | 20  | 22  |
| 22.      | Heikki Kovalainen  | 19  | 19† | 19  | 16  | 20  | 18  | 18  | 16  | 20  | 19  | 19  | 19  | 18  | 20  | 19  | 20  | 20  | 19  | 22  | 20  |
| 23.      | Jérôme d’Ambrosio  |     |     |     |     |     |     |     |     |     |     |     |     | 16  |     |     |     |     |     |     |     |
| 24.      | Narain Karthikeyan | NK  | 24  | 24  | 24  | NK  | 23  | 24  | 23  | 23  | 24  | 24  | 24  | 22  | 23  | 24  | 24  | 23  | 24  | 24  | 23  |
| 25.      | Pedro de la Rosa   | NK  | 23  | 23  | 22  | 23  | 21  | 21  | 22  | 22  | 23  | 23  | 22  | 23  | 24  | 21  | 23  | 22  | 23  | 23  | 24  |
| Helyezés | Versenyző          | AUS | MAL | CHN | BHR | ESP | MON | CAN | EUR | GBR | GER | HUN | BEL | ITA | SIN | JPN | KOR | IND | UAE | USA | BRA |

## Közvetítések
A 2012-es szezonra az MTVA szerezte meg a közvetítési jogokat, így egy évtized elteltével újra a közszolgálati televízióban voltak láthatók a versenyek. Az időmérő edzéseket és a futamokat az M1 csatornán közvetítették élőben, az M2-n pedig éjszaka megismételték. A magyar nagydíj hétvégéjén élőben közvetítették az első pénteki szabadedzést is. Magyarországon ebben a szezonban lettek először HD minőségűek a Formula–1-es közvetítések.
Az első két futamot (ausztrál és maláj nagydíj) a helyszínről kommentálták, a későbbieket a magyar nagydíj kivételével a budapesti stúdióból. A kommentátor tíz év kihagyás után újra Mezei Dániel lett. Az RTL Klub stábjából átjött a szakkommentátor Wéber Gábor, a helyszíni riporter Szujó Zoltán, az állandó stúdióvendég Szabó Róbert és a szinkrontolmács, Gether Dénes. Kezdetben helyszíni riporterként tevékenykedett Bende Adrienn is, de később csak Szujó maradt.